# Programa de desarrollo del sistema de lanzamiento reutilizable de SpaceX
SpaceX ha financiado de forma privada el desarrollo de sistemas de lanzamiento orbital que pueden reutilizarse muchas veces, de forma similar a la reutilización de los aviones. SpaceX ha desarrollado tecnologías desde la década de 2010 para facilitar la reutilización completa y rápida de vehículos de lanzamiento espacial. Los objetivos a largo plazo del proyecto incluyen devolver la primera etapa de un vehículo de lanzamiento al lugar de lanzamiento en cuestión de minutos y devolver una segunda etapa a la plataforma de lanzamiento, tras la realineación orbital con el lugar de lanzamiento y la reentrada atmosférica en un máximo de 24 horas. El objetivo a largo plazo de SpaceX habría sido la reutilización de ambas etapas de su vehículo de lanzamiento orbital, y la primera etapa se diseñaría para permitir la reutilización unas horas después del retorno. El desarrollo de segundas etapas reutilizables para el Falcon 9 se abandonó posteriormente en favor del desarrollo de Starship. Sin embargo, SpaceX siguió desarrollando carenados de carga útil reutilizables para el Falcon 9.
El programa se anunció en 2011. SpaceX logró por primera vez un aterrizaje exitoso y la recuperación de una primera etapa en diciembre de 2015. El primer reflyight de una primera etapa aterrizada se produjo en marzo de 2017y el segundo en junio de 2017, ese solo cinco meses después del vuelo inaugural del propulsor.El tercer intento se produjo en octubre de 2017 con la misión SES-11/EchoStar-105. A partir de entonces, los vuelos de reposición de primeras etapas renovadas se convirtieron en rutinarios. En mayo de 2021, el B1051 se convirtió en el primer cohete en lanzar diez misiones.
La tecnología del sistema de lanzamiento reutilizable se desarrolló inicialmente para la primera etapa del Falcon 9. Tras la separación de la etapa, el propulsor da la vuelta (un quemado de retroceso opcional invierte su curso), un quemado de reentrada reduce la velocidad inducida por la gravedad para evitar el sobrecalentamiento de la etapa a medida que la nave espacial vuelve a entrar en la parte más densa de la atmósfera, y un quemado de aterrizaje logra la desaceleración final a baja altitud y el aterrizaje.
SpaceX planeó desde al menos 2014 desarrollar segundas etapas reutilizables, un problema de ingeniería más desafiante porque el vehículo viaja a velocidad orbital.La reutilización de la segunda etapa se considera vital para los planes de Elon Musk de asentarse en Marte. Los conceptos iniciales para una segunda etapa reutilizable del Falcon 9 se abandonaron en 2018.
A partir de 2023, SpaceX está desarrollando el sistema Starship para que sea un vehículo de lanzamiento de dos etapas totalmente reutilizable, destinado a sustituir a todos sus demás vehículos de lanzamiento y naves espaciales para el envío de satélites y el transporte de personas -Falcon 9, Falcon Heavy y Dragon- y, con el tiempo, apoyar los vuelos a la Luna y Marte. En teoría, podría utilizarse para el transporte de punto a punto en la Tierra.

## Historia
SpaceX intentó aterrizar la primera etapa del Falcon 1 con paracaídas, pero la etapa no sobrevivió a la reentrada en la atmósfera. Siguieron experimentando sin éxito con paracaídas en los primeros vuelos del Falcon 9 después de 2010. Posteriormente, SpaceX pasó a desarrollar un sistema de aterrizaje motorizado.

De izquierda a derecha, Falcon 1, Falcon 9 v1.0, tres versiones de Falcon 9 v1.1, tres versiones de Falcon 9 v1.2 (Full Thrust), tres versiones de Falcon 9 Block 5, Falcon Heavy, tres versiones de Falcon Heavy Block 5 y Starship Block 1. La tecnología de cohetes reutilizables de SpaceX se está desarrollando para Falcon 9 v1.2, Falcon Heavy y Starship.

En septiembre de 2011 se esbozó una descripción del sistema de lanzamiento reutilizable. SpaceX dijo que intentaría desarrollar el descenso motorizado y la recuperación de las dos etapas del Falcon 9, un cohete de despegue y aterrizaje vertical (VTVL). La empresa produjo un vídeo animado de la primera etapa regresando con la cola por delante para un descenso propulsado y la segunda etapa con un escudo térmico, reentrando con la cabeza por delante antes de girar para un descenso propulsado.En septiembre de 2012, SpaceX comenzó las pruebas de vuelo de un prototipo de primera etapa reutilizable con el cohete suborbital Grasshopper.Esas pruebas continuaron en 2014, incluidas las pruebas de un segundo vehículo prototipo más grande, el F9R Dev1.
La noticia del cohete de pruebas Grasshopper se había hecho pública unos días antes, cuando la Administración Federal de Aviación de Estados Unidos publicó un borrador de Evaluación de Impacto Ambiental para el Centro de Pruebas de SpaceX en Texas, y los medios espaciales se habían hecho eco de ello.En mayo de 2012, SpaceX obtuvo un conjunto de datos de pruebas atmosféricas para la recuperación de la primera etapa del Falcon 9 basados en 176 pruebas realizadas en las instalaciones de pruebas del túnel de viento del Centro Marshall de Vuelos Espaciales de la NASA. El trabajo fue contratado por SpaceX en virtud de un acuerdo reembolsable de la Ley Espacial con la NASA.
En 2012, se proyectó que la separación de la primera etapa de un cohete Falcon 9 reutilizable se produciría a una velocidad de aproximadamente Mach 6 (4.600 mph; 2,0 km/s) en lugar de Mach 10 (7.600 mph; 3,4 km/s) para un Falcon 9 desechable, para proporcionar el combustible residual necesario para la maniobra de desaceleración y giro y el descenso y aterrizaje controlados.
En noviembre de 2012, el CEO Elon Musk anunció planes para construir un segundo sistema de cohetes reutilizables, mucho más grande, propulsado por LOX/metano en lugar del LOX/RP-1 utilizado en Falcon 9 y Falcon Heavy. El nuevo sistema iba a ser "una evolución del propulsor Falcon 9 de SpaceX", y SpaceX reiteró su compromiso de desarrollar un gran avance en la tecnología de aterrizaje vertical.A finales de 2012, el vehículo de pruebas de demostración, Grasshopper, había realizado tres vuelos de prueba VTVL, incluido un vuelo estacionario de 29 segundos a 40 metros de altura el 17 de diciembre de 2012.A principios de marzo de 2013, SpaceX probó con éxito Grasshopper por cuarta vez, cuando voló a una altitud de más de 80 metros.
En marzo de 2013, SpaceX anunció que instrumentaría y equiparía las siguientes primeras etapas del Falcon 9 como vehículos de prueba de descenso controlado, con planes para aterrizajes simulados sobre el agua con desaceleración propulsiva a partir de 2013, con la intención de devolver el vehículo al lugar de lanzamiento para un aterrizaje propulsado, posiblemente ya a mediados de 2014.El borrador de la Declaración de Impacto Ambiental de abril de 2013 para el propuesto Centro de Lanzamiento del Sur de Texas de SpaceX incluye adaptaciones específicas para el retorno de los propulsores de la primera etapa del Falcon 9 al centro de lanzamiento.Elon Musk se refirió públicamente por primera vez al Falcon 9 reutilizable como Falcon 9-R en abril de 2013.
En septiembre de 2013, SpaceX volvió a encender con éxito tres motores de un propulsor gastado en un lanzamiento orbital, y el propulsor volvió a entrar en la atmósfera a velocidad hipersónica sin quemarse. Con los datos recogidos en la primera prueba de vuelo de un descenso controlado de un propulsor desde gran altitud, junto con los avances tecnológicos realizados en el demostrador de aterrizaje a baja altitud Grasshopper, SpaceX anunció que creía estar preparada para probar la recuperación completa en tierra de una etapa de propulsión.Basándose en los resultados positivos de la primera prueba de vuelo a gran altitud, SpaceX adelantó la fecha prevista de una prueba de mediados de 2014 a principios de 2015, con la intención de hacerlo en el siguiente vuelo de reabastecimiento de carga de la Estación Espacial, pendiente de las aprobaciones reglamentarias.Ese vuelo tuvo lugar el 18 de abril de 2014.
Musk declaró en mayo de 2013 que el objetivo del programa es lograr la reutilización completa y rápida de la primera etapa para 2015, y desarrollar la reutilización completa del vehículo de lanzamiento después de eso como "parte de una futura arquitectura de diseño".En septiembre de 2013, SpaceX dijo que si todos los aspectos del programa de pruebas tenían éxito y si un cliente está interesado, el primer reflotamiento de una etapa de refuerzo Falcon 9 podría ocurrir tan pronto como a finales de 2014.
En febrero de 2014, SpaceX hizo explícito que el recién definido vehículo de lanzamiento superpesado para lo que entonces se denominaba Mars Colonial Transporter también haría uso de la tecnología reutilizable, lo que era coherente con la declaración estratégica de Musk en 2012 de que "El avance revolucionario vendrá con cohetes que sean total y rápidamente reutilizables. Nunca conquistaremos Marte a menos que lo hagamos. Será demasiado caro. Las colonias americanas nunca habrían sido pioneras si los barcos que cruzaron el océano no hubieran sido reutilizables".
También en mayo de 2014, SpaceX anunció un amplio programa de pruebas para una cápsula espacial reutilizable de aterrizaje propulsado llamada DragonFly. Las pruebas se iban a realizar en Texas, en las instalaciones de pruebas de cohetes McGregor, en 2014-2015.
En junio de 2014, el director de operaciones Gwynne Shotwell aclaró que toda la financiación para el desarrollo y las pruebas del programa de desarrollo de la tecnología del sistema de lanzamiento reutilizable es financiación privada de SpaceX, sin contribución del gobierno de EE.UU.En 2017 SpaceX había gastado más de mil millones de dólares en el programa de desarrollo.
Por primera vez, SpaceX declaró en julio de 2014 que están "muy seguros de poder aterrizar con éxito en una plataforma de lanzamiento flotante o de vuelta en el lugar de lanzamiento y volver a volar el cohete sin necesidad de reacondicionamiento".
A finales de 2014, SpaceX suspendió o abandonó el plan de recuperar y reutilizar la segunda etapa del Falcon 9;la masa adicional del escudo térmico necesario, el tren de aterrizaje y los motores de aterrizaje de baja potencia supondrían una penalización de rendimiento demasiado grande. Aunque la idea volvió a mencionarse más tarde, finalmente se abandonó a medida que avanzaba el desarrollo de la Starship.
En diciembre de 2015, tras la recuperación de la primera etapa del lanzamiento del 22 de diciembre, SpaceX proyectó que el primer reflotamiento de un propulsor recuperado se produciría probablemente en 2016, pero sin utilizar la etapa recuperada del 22 de diciembre.
En septiembre de 2016, SpaceX anunció que se estaba desarrollando la ampliación del hardware de vuelo reutilizable a las segundas etapas [cita requerida], un problema de ingeniería más desafiante porque el vehículo viaja a velocidad orbital. La tecnología reutilizable debía haberse extendido a los diseños de 2016 de las variantes de la etapa superior del vehículo cisterna y de la nave espacial tripulada, así como a la primera etapa del Sistema de Transporte Interplanetario, y se considera primordial para los planes que Elon Musk defiende para permitir el asentamiento en Marte. En 2016, los vuelos de prueba iniciales de un vehículo del Sistema de Transporte Interplanetario se esperaban no antes de 2020.
En 2017 SpaceX avanzaba en los vuelos de prueba en el desarrollo incremental e iterativo de un sistema de recuperación del carenado.En julio de 2017, Musk afirmó que "estamos bastante cerca de poder recuperar el carenado.Tenemos una buena oportunidad de recuperar un carenado a finales de año y volver a volar a finales de este año o principios del próximo". Se espera que el ahorro de costes para SpaceX de recuperar el carenado sea del orden de 5 millones de dólares. Juntas, la etapa propulsora y el carenado suponen aproximadamente el 80% del coste de un lanzamiento. Los carenados están equipados con un paracaídas dirigible y caen hacia un barco equipado con una gran red.Los carenados intactos podrían recuperarse del océano a partir de 2017, con aterrizajes en la red a partir de 2019.

## Tecnologías
Era necesario desarrollar y probar varias tecnologías nuevas para facilitar el éxito del lanzamiento y la recuperación de las primeras etapas de Falcon 9 y Falcon Heavy, y de ambas etapas de Starship. Desde 2017, la recuperación y reutilización de los cohetes impulsores Falcon se ha convertido en rutina.

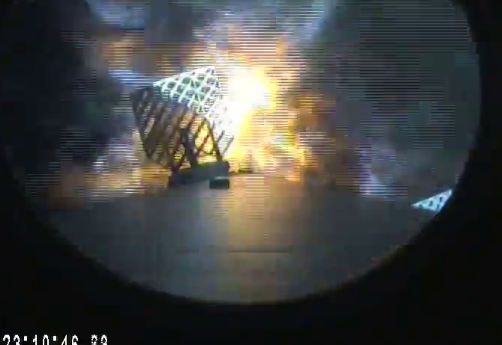
Reentrada de la etapa de refuerzo del Falcon 9 con aletas de rejilla, febrero de 2015, tras el lanzamiento de la misión DSCOVR

Las tecnologías que se desarrollaron para Falcon 9, algunas de las cuales aún se están perfeccionando, incluyen:
Sistema de ignición reiniciable para el propulsor de la primera etapa. Los reinicios son necesarios tanto a velocidades supersónicas en la atmósfera superior -para invertir la alta velocidad de alejamiento de la plataforma de lanzamiento y poner el propulsor en una trayectoria de descenso de vuelta a la plataforma de lanzamiento- como a altas velocidades transónicas en la atmósfera inferior -para ralentizar el descenso terminal y realizar un aterrizaje suave. Si el cohete regresa a un lugar de aterrizaje en tierra, será necesario otro encendido poco después de la separación de la etapa para invertir la dirección de vuelo del cohete, lo que supone un total de cuatro encendidos para el motor central.
Nueva tecnología de control de actitud para que el cuerpo del cohete en descenso atraviese la atmósfera de forma que no se produzca un retorno destructivo y que haya suficiente control aerodinámico para que sea posible la fase terminal del aterrizaje.Esto incluye una autoridad de control de balanceo suficiente para evitar que el cohete gire excesivamente, como ocurrió en la primera prueba de vuelo a gran altitud en septiembre de 2013, donde la velocidad de balanceo superó las capacidades del sistema de control de actitud (ACS) del propulsor y el combustible de los tanques se "centrifugó" hacia el lado del tanque apagando el único motor que participaba en la maniobra de desaceleración a baja altitud.La tecnología tiene que gestionar la transición desde el vacío del espacio en condiciones hipersónicas, desacelerando a velocidades supersónicas y pasando por el bufé transónico, antes de volver a encender uno de los motores de la etapa principal a velocidad terminal.
Se añadieron aletas de rejilla hipersónicas al diseño del vehículo de prueba del propulsor a partir del quinto vuelo de prueba de descenso controlado oceánico en 2014 para permitir un aterrizaje de precisión. Dispuestas en una configuración en "X", las aletas de rejilla controlan el vector de sustentación del cohete descendente una vez que el vehículo ha regresado a la atmósfera para permitir un aterrizaje mucho más preciso.La iteración del diseño continuó en 2017. En junio de 2017 se probaron por primera vez aletas de rejilla más grandes y robustas, fabricadas en titanio forjado y sin pintar, y desde mayo de 2018 se utilizan en todas las primeras etapas del Falcon 9 reutilizable del bloque 5.

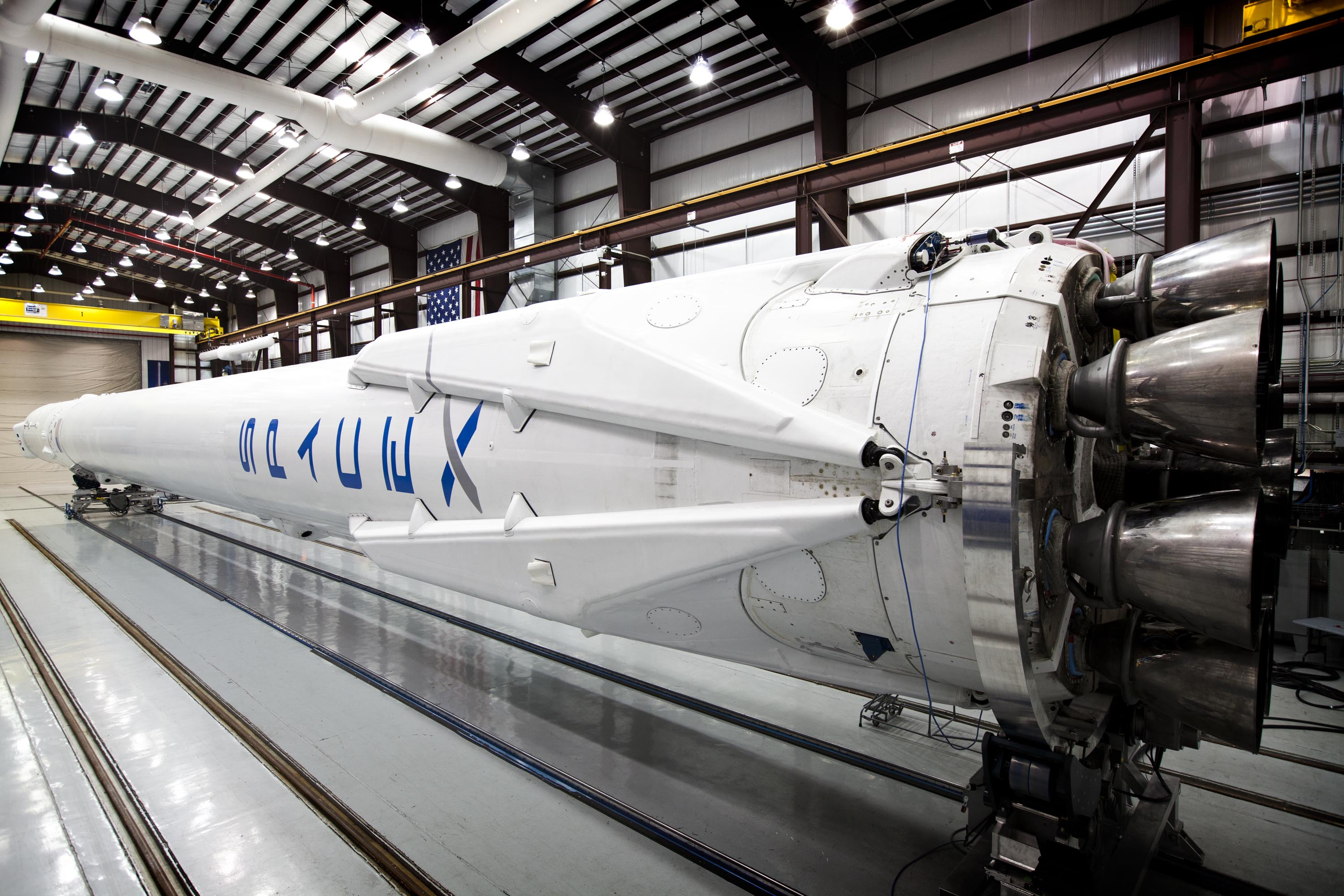
Falcon 9 v1.1 con patas de aterrizaje acopladas, en posición replegada mientras el cohete se prepara para el lanzamiento en su hangar

El motor del cohete debe poder acelerarse para alcanzar la velocidad cero al mismo tiempo que el cohete llega al suelo. Incluso el menor empuje posible de un solo motor Merlin 1D supera el peso del núcleo casi vacío del cohete Falcon 9, por lo que el cohete no puede planear.
Capacidad de guiado terminal y aterrizaje, incluyendo un sistema de control del vehículo y un algoritmo de software del sistema de control para poder aterrizar un cohete con una relación empuje-peso del vehículo superior a uno, con control de bucle cerrado del vector de empuje y del acelerador.
- Conjunto de sensores de navegación para un aterrizaje de precisión.[47][56][50]

- Una gran plataforma de aterrizaje flotante para lanzamientos en los que la primera etapa no tiene suficiente combustible para regresar al lugar de lanzamiento. A partir de 2022, SpaceX construyó tres naves teledirigidas autónomas en el puerto espacial, una operando en la costa oeste y dos en la costa este de Estados Unidos.

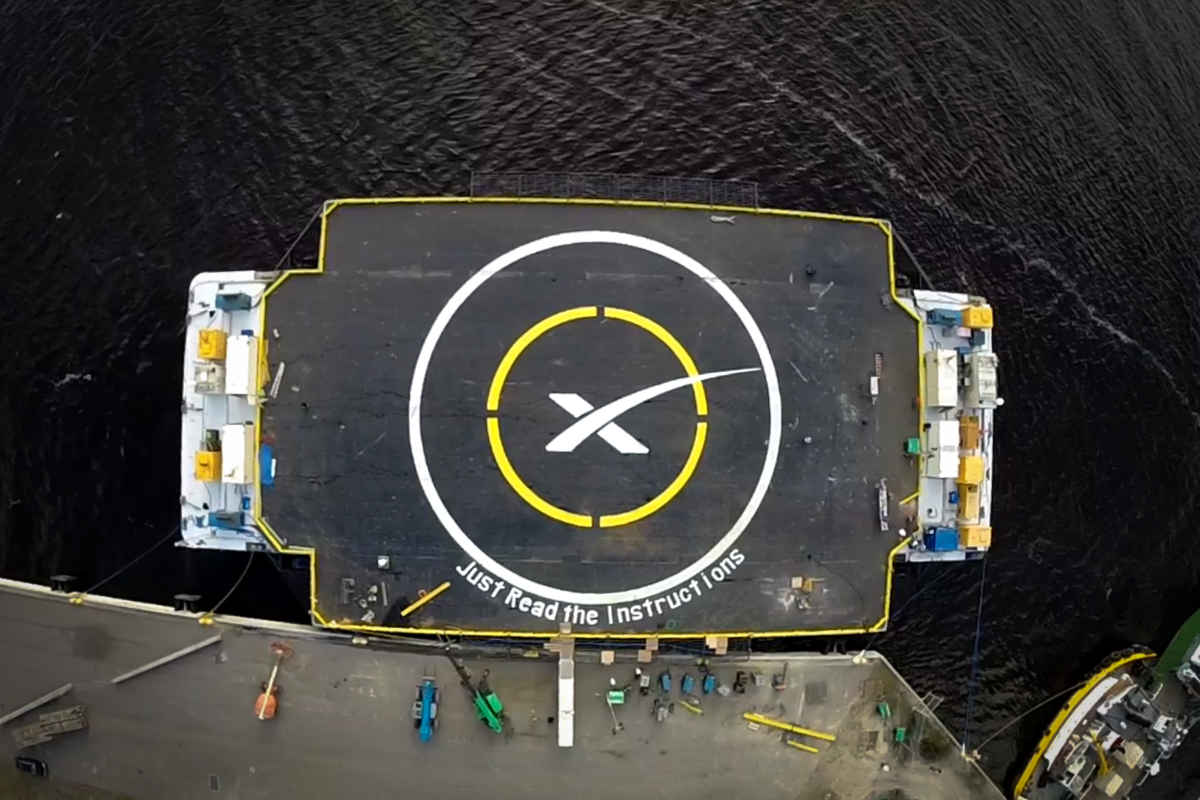
Barco espacial autónomo no tripulado, en el puerto en enero de 2015.

- Barco espacial autónomo no tripulado, en el puerto en enero de 2015.Un sistema de protección térmica para evitar daños en la primera etapa al reentrar en la atmósfera.[57]

- Un tren de aterrizaje ligero y desplegable para la etapa de refuerzo.[17][50]En mayo de 2013, se mostró que el diseño era un pistón anidado y telescópico sobre un bastidor en A. La envergadura total de las cuatro patas de aterrizaje extensibles de fibra de carbono/aluminio,[58] [59]es de aproximadamente 18 metros (60 pies), y pesan menos de 2.100 kilogramos (4.600 libras). El sistema de despliegue utiliza Helio a alta presión como fluido de trabajo.[60][61]Con el Vuelo 25 se anunció que cada pata de aterrizaje contenía un "núcleo de aplastamiento", para absorber el impacto del aterrizaje en caso de aterrizajes especialmente duros.[62][63]

## Economía de la reutilización de cohetes
Para que el Falcon 9 sea reutilizable y pueda regresar al lugar de lanzamiento, es necesario transportar propulsante y tren de aterrizaje adicionales en la primera etapa, lo que requiere una reducción de alrededor del 30% de la carga útil máxima en órbita en comparación con el Falcon 9 prescindible. El reencendido de una etapa utilizada previamente en un vuelo posterior depende del estado de la etapa aterrizada, y es una técnica que se ha utilizado poco fuera de los cohetes propulsores sólidos reutilizables del transbordador espacial.
Musk pronosticó en 2015 que la etapa de reutilización del programa sería "sencilla", debido a los múltiples encendidos de duración completa de los motores que se habían realizado en tierra, y a los múltiples reinicios de los motores que se habían demostrado en ese momento, sin que se observara una degradación significativa. En 2015, los analistas del sector siguieron pronosticando problemas que podrían impedir la reutilización económica, ya que los costes de reacondicionamiento y relanzamiento de la etapa aún no se habían demostrado, y el caso económico de la reutilización dependería necesariamente en gran medida de la frecuencia de los lanzamientos.
Se espera que SpaceX reduzca significativamente el coste de acceso al espacio y cambie el mercado cada vez más competitivo de los servicios de lanzamiento espacial.Michael Belfiore escribió en Foreign Policy en 2013 que, con un coste publicado de 56,5 millones de dólares por lanzamiento a la órbita terrestre baja, "los cohetes Falcon 9 ya son los más baratos de la industria." Los Falcon 9 reutilizables podrían reducir el precio en un orden de magnitud, dando lugar a más empresas espaciales, lo que a su vez reduciría aún más el coste de acceso al espacio a través de economías de escala".Incluso para lanzamientos militares, que tienen una serie de requisitos contractuales para la prestación de servicios de lanzamiento adicionales, el precio de SpaceX está por debajo de los 100 millones de dólares.

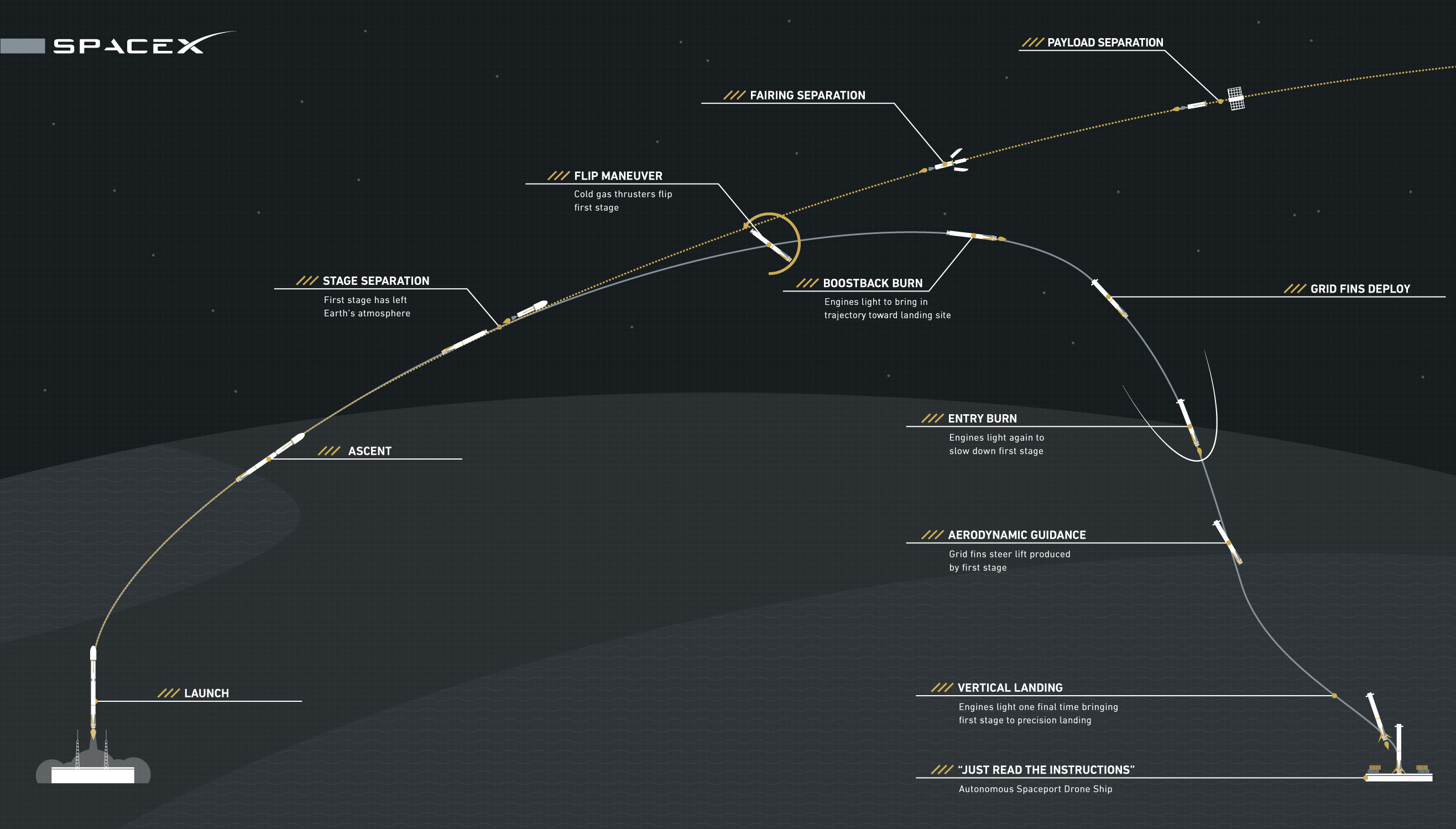
Representación de la trayectoria de aterrizaje del Falcon 9 para algunas de las pruebas de recuperación de la plataforma flotante

El analista de la industria espacial Ajay Kothari ha señalado que la tecnología reutilizable de SpaceX podría hacer por el transporte espacial "lo que los motores a reacción hicieron por el transporte aéreo hace sesenta años, cuando la gente nunca imaginó que más de 500 millones de pasajeros viajarían en avión cada año y que el coste podría reducirse hasta el nivel en que lo hace, todo gracias al volumen de pasajeros y a una reutilización fiable".  SpaceX dijo en enero de 2014 que si tienen éxito en el desarrollo de la tecnología reutilizable, los precios de lanzamiento de alrededor de 5 a 7 millones de dólares para un Falcon 9 reutilizable eran posibles,y después de la exitosa recuperación de la primera etapa en diciembre de 2015, Musk dijo que "la reducción potencial de costes a largo plazo es probablemente superior a un factor de 100."
En marzo de 2014, los proveedores de servicios de lanzamiento que compiten con SpaceX no tenían previsto desarrollar una tecnología similar ni ofrecer opciones de lanzadores reutilizables competidores. Ni ILS, que comercializa lanzamientos del cohete ruso Protón; ni Arianespace; ni SeaLaunch tenían previsto desarrollar y comercializar servicios de vehículos de lanzamiento reutilizables. SpaceX era el único competidor que proyectaba un mercado lo suficientemente elástico por el lado de la demanda como para justificar el costoso desarrollo de la tecnología de cohetes reutilizables y el gasto de capital privado para desarrollar opciones para esa teórica oportunidad de mercado.
En 2014, el cohete Falcon 9 v1.1 se diseñó con cerca de un 30 por ciento más de capacidad que sus especificaciones oficiales de carga útil; el rendimiento adicional se reservó para que SpaceX realizara pruebas de reentrada y aterrizaje en la primera etapa hacia la reutilización sin dejar de lograr la entrega de carga útil orbital especificada para los clientes.
Para obtener todos los beneficios económicos de la tecnología reutilizable, es necesario que la reutilización sea rápida y completa, sin el largo y costoso periodo de reacondicionamiento o el diseño parcialmente reutilizable que plagaron los primeros intentos de vehículos de lanzamiento reutilizables. SpaceX ha sido explícito al afirmar que el "enorme potencial para abrir los vuelos espaciales" depende de que se logre una reutilización completa y rápida.El director ejecutivo Musk declaró en 2014 que el éxito del esfuerzo de desarrollo tecnológico podría reducir "el coste de los vuelos espaciales en un factor de 100"porque el coste del propulsor/oxidante del Falcon 9 es solo el 0,3 por ciento del coste total del vehículo.
Aparte de la competencia en el mercado provocada por los precios de lanzamiento más bajos de SpaceX y el futuro potencial de precios de lanzamiento aún más radicalmente más bajos si la tecnología puede completarse con éxito, Aviation Week dijo en 2014 que "el trabajo de lanzamiento reutilizable de SpaceX es un modelo de I+D" - "La audacia del concepto y la velocidad del progreso del programa lo convierten en un ejemplar. ... [el] vertiginoso ritmo de desarrollo ha sido casi como el de Apolo en su ejecución... [aunque] el éxito está lejos de estar garantizado".
El 9 de marzo de 2016, la presidenta de SpaceX, Gwynne Shotwell, hizo una valoración más realista del ahorro potencial de un lanzamiento reutilizado ahora que los intentos de reutilizar la segunda etapa (del Falcon 9) se habían abandonado por problemas de coste y peso. Afirmó que el coste de 1 millón de dólares del repostaje y los 3 millones de dólares del reacondicionamiento de una primera etapa usada podrían permitir que el precio de un lanzamiento bajara hasta los 40 millones de dólares, lo que supondría un ahorro del 30%. El mayor cliente de SpaceX, SES, dijo que quiere ser el primero en montar un vehículo reutilizado, aunque quiere un precio de lanzamiento de 30 millones de dólares o un ahorro del 50% para compensar el riesgo de ser pionero en el proceso.
Según Elon Musk, casi todas las piezas del Falcon deberían reutilizarse más de 100 veces. Los escudos térmicos y algunos otros elementos deberían reutilizarse más de 10 veces antes de ser reemplazados.En marzo de 2017, SpaceX anunció avances en sus experimentos para recuperar, y eventualmente reutilizar, el carenado de carga útil de 6 millones de dólares. En la misión SES-10, una de las mitades del carenado realizó una reentrada atmosférica controlada y un amerizaje utilizando propulsores y un paracaídas dirigible; está previsto que el carenado aterrice en una estructura flotante tipo "castillo hinchable".
SpaceX inició en 2017 el reentrada en vuelo de las etapas del propulsor lanzadas anteriormente. El primer vuelo se realizó en marzo de 2017, casi un año después del vuelo inaugural del cohete; el segundo tuvo lugar en junio de 2017, solo cinco meses después de su vuelo inaugural. Ambos fueron un éxito, y tanto las aseguradoras como los clientes de servicios de lanzamiento apoyan el mercado de los servicios de lanzamiento prestados por los propulsores de uso múltiple.
En agosto de 2020, Elon Musk tuiteó que la renovación y reutilización de un propulsor se realiza por menos del 10% del precio de un propulsor nuevo, mientras que la reducción de la carga útil es inferior al 40%. Según su tuit, SpaceX alcanza el punto de equilibrio con un segundo vuelo por propulsor y ahorra dinero a partir del tercer vuelo. En ese momento, el Falcon 9 Block 5 había realizado 35 vuelos con 11 propulsores.

## Viabilidad técnica
Antes del éxito del programa de reutilización en diciembre de 2015, nunca se había logrado el retorno de un cohete impulsor del sistema de lanzamiento orbital, y muchos cuestionaron su viabilidad tanto técnica como económica. E incluso después de este éxito, no se ha intentado la reutilización rápida de un cohete. Desarrollar un cohete reutilizable es extremadamente difícil debido al pequeño porcentaje de la masa de un cohete que puede llegar a la órbita.Normalmente, la carga útil de un cohete es sólo un 3% de la masa del cohete, que es también aproximadamente la cantidad de masa en combustible que se necesita para la reentrada del vehículo.
Elon Musk dijo al principio del programa que creía que el regreso, el aterrizaje vertical y la recuperación eran posibles porque las metodologías de fabricación de SpaceX dan como resultado una eficiencia del cohete superior al margen típico del 3%. Un cohete de SpaceX que funciona en la configuración reutilizable tiene aproximadamente un 30% menos de capacidad de elevación de carga útil que el mismo cohete en una configuración prescindible.
Aunque la tecnología del sistema de lanzamiento reutilizable se desarrolló y utilizó inicialmente para las primeras etapas de la familia de cohetes Falcon, es especialmente adecuada para el Falcon Heavy, en el que los dos núcleos exteriores se separan del cohete antes en el vuelo y, por lo tanto, se mueven más lentamente en el momento de la separación de las etapas. Por ejemplo, en el vuelo 20 de Falcon 9, la velocidad en el momento de la separación se aproximó a los 6.000 km/h, lo que permitió regresar cerca del lugar de lanzamiento. En el vuelo 22, que se dirigía a una órbita GTO más energética, la velocidad más alta en el momento de la separación fue de entre 8000 y 9000 km/h. A estas velocidades más elevadas no es posible devolver el cohete cerca del lugar de lanzamiento para un aterrizaje; si se intenta un aterrizaje, tiene que ser a cientos de kilómetros de distancia en una nave autónoma.
La reutilización también influye en las estimaciones de riesgo. Aunque los primeros clientes de cohetes reutilizados pedían un precio más bajo,un propulsor que ya ha volado ha demostrado que funciona en condiciones de vuelo realistas. Algunos clientes prefieren ahora los cohetes reutilizados a los nuevos.

## Desarrollo de la reutilización del Falcon 9
En 2013 SpaceX estaba probando tecnologías reutilizables tanto para sus diseños de vehículos de lanzamiento de booster de primera etapa (con tres vehículos de prueba: Grasshopper, F9R Dev1 y F9R Dev2) - como para su nueva cápsula espacial reutilizable SpaceX Dragon 2 (con un vehículo de prueba de baja altitud llamado DragonFly).
SpaceX ha dado a conocer públicamente un programa de pruebas incremental y multielemento para las etapas propulsoras que incluye cuatro aspectos:
- Pruebas a baja altitud (menos de 760 m/2.500 pies[16][87]) y baja velocidad de su demostrador tecnológico monomotor Grasshopper en su centro de pruebas de Texas
- Pruebas a baja altitud (menos de 3.000 m/9.800 pies) y baja velocidad de un vehículo de pruebas de tres motores de segunda generación mucho más grande llamado F9R Dev1. El vehículo de segunda generación incluye patas de aterrizaje extensibles y se probará en el centro de pruebas de Texas.[88]
- se planearon pruebas a gran altitud y velocidad media, pero se cancelaron en favor de las pruebas de reentrada posteriores a la misión de los propulsores de primera etapa. Se habría utilizado el F9R Dev2 en unas instalaciones alquiladas por SpaceX en Spaceport America, Nuevo México.
- pruebas de reentrada balística, desaceleración controlada y descenso controlado a gran altitud (91 km/300.000 pies[89]) y muy alta velocidad (aproximadamente 2,0 km/s; 6.500 km/h; 4.100 mph; Mach 6[1]) de etapas de refuerzo del Falcon 9 después de la misión (gastadas) tras un subconjunto de lanzamientos del Falcon 9 que comenzaron en 2013.

Grasshopper realizó ocho pruebas de vuelo de cohetes a baja altitud en 2012 y 2013. La primera prueba de descenso controlado de retorno del cohete desde gran altitud se realizó en septiembre de 2013, con una segunda prueba en abril, un tercer vuelo de prueba en julio y una cuarta prueba en septiembre de 2014. Los cuatro vuelos de prueba realizados hasta la fecha pretendían ser aterrizajes simulados sobre el agua. Entre abril y agosto de 2014 se realizaron cinco pruebas de vuelo de refuerzo a baja altitud del F9R Dev1, antes de que el vehículo se autodestruyera por motivos de seguridad en el quinto vuelo.

### Vehículos de prueba en vuelo

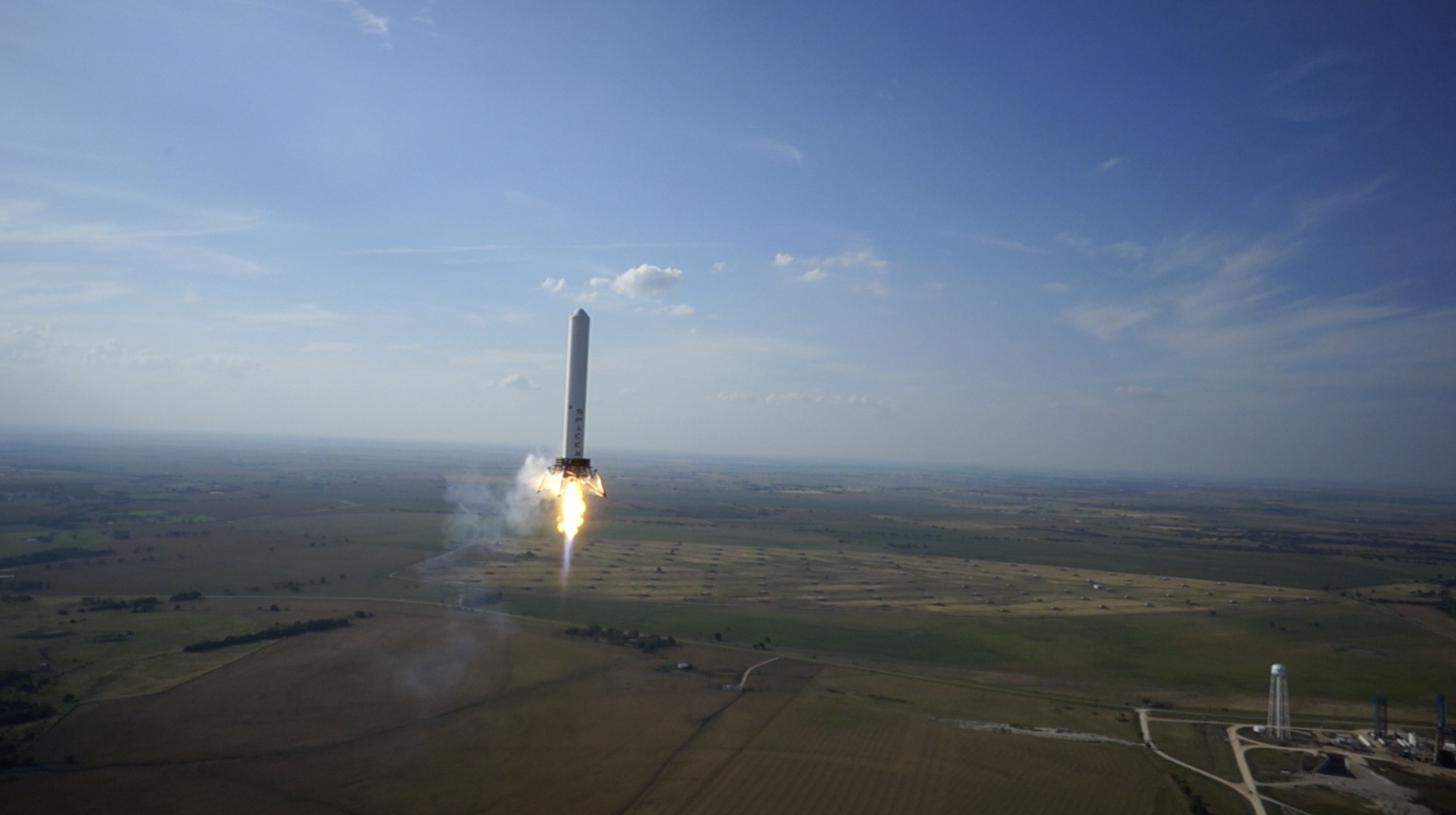
Cohete Grasshopper, en 2013, realizando un vuelo de 325 metros seguido de un aterrizaje suave con propulsión en un intento de desarrollar tecnologías para un vehículo de lanzamiento reutilizable.

SpaceX utilizó un conjunto de vehículos de lanzamiento suborbitales reutilizables (RLV) experimentales de demostración tecnológica para empezar a probar en vuelo sus tecnologías de propulsores reutilizables en 2012. Se construyeron dos versiones de los prototipos de cohetes de prueba reutilizables: el Grasshopper de 32 m de altura (anteriormente denominado Grasshopper v1.0) y el Falcon 9 Reusable Development Vehicle, o F9R Dev1, de 49 m de altura (anteriormente conocido como Grasshopper v1.1), así como un prototipo de cápsula para probar los aterrizajes propulsivos de la tripulación Dragon y la cápsula de carga para el Falcon 9-DragonFly.Grasshopper se construyó entre 2011 y 2012 para realizar pruebas de vuelo estacionario a baja altitud y baja velocidad, que comenzaron en septiembre de 2012 y concluyeron en octubre de 2013, tras ocho vuelos de prueba. El segundo prototipo de vehículo, F9R Dev1, se construyó sobre la etapa impulsora de Falcon 9 v1.1, mucho más grande, que se utilizó para ampliar aún más el alcance de las pruebas de vuelo a baja altitud en un vehículo que se ajustaba mejor al hardware de vuelo real. Realizó cinco vuelos de prueba en 2014.Los vuelos a baja altitud y baja velocidad de los cohetes y la cápsula del vehículo de prueba se llevaron a cabo en las instalaciones de prueba de cohetes de SpaceX en McGregor, Texas.
SpaceX indicó en noviembre de 2018 que consideraron probar una segunda etapa Falcon 9 fuertemente modificada que se parecería a una "mini-BFR Ship" y se utilizaría para las pruebas de reentrada atmosférica de una serie de tecnologías necesarias para la nave espacial a escala real, incluido un escudo térmico ultraligero y superficies de control de alta Mach, pero dos semanas más tarde, Musk descartó el enfoque a favor de usar un BFR de diámetro completo en su lugar.

### Grasshopper
Grasshopper, el primer vehículo de pruebas VTVL de la empresa, constaba de un tanque de primera etapa Falcon 9 v1.0, un único motor Merlin-1D y cuatro patas de aterrizaje de acero fijadas permanentemente. Medía 32 m de altura.SpaceX construyó una instalación de lanzamiento de hormigón de 0,20 ha en su Rocket Development and Test Facility de McGregor (Texas) para apoyar el programa de pruebas de vuelo del Grasshopper.Grasshopper también se conocía como Grasshopper versión 1.0, o Grasshopper v1.0, antes de 2014, cuando se estaban construyendo los siguientes vehículos de prueba de la clase Grasshopper.
Además de los tres vuelos de prueba realizados en 2012, a finales de octubre de 2013 se habían realizado con éxito otras cinco pruebas, incluida la cuarta prueba global en marzo de 2013, en la que Grasshopper duplicó su salto más alto para elevarse hasta 80,1 metros con un vuelo de 34 segundos.En la séptima prueba, en agosto de 2013, el vehículo voló hasta 250 metros durante un vuelo de 60 segundos y ejecutó una maniobra lateral de 100 metros antes de regresar a la plataforma. Grasshopper realizó su octavo y último vuelo de prueba el 7 de octubre de 2013, volando hasta 744 metros antes de realizar su octavo aterrizaje con éxito.El vehículo de prueba Grasshopper ya está retirado.

#### Vehículo de desarrollo reutilizable Falcon 9
Ya en octubre de 2012, SpaceX discutió el desarrollo de un vehículo de pruebas Grasshopper de segunda generación, que iba a tener patas de aterrizaje más ligeras que se pliegan en el lado del cohete, una bahía de motor diferente, y sería casi un 50% más largo que el primer vehículo Grasshopper.En marzo de 2013, SpaceX anunció que el vehículo de vuelo suborbital de clase Grasshopper más grande se construiría a partir del tanque de primera etapa Falcon 9 v1.1 que se utilizó para las pruebas de calificación en la Instalación de Desarrollo y Pruebas de Cohetes de SpaceX a principios de 2013. Se reconstruyó como F9R Dev1 con patas de aterrizaje extensibles. En 2014 se realizaron cinco vuelos de prueba.
El segundo vehículo de pruebas de vuelo VTVL-F9R Dev1, construido sobre el tanque de primera etapa Falcon 9 v1.1 mucho más largo, con patas de aterrizaje retráctiles-hizo su primer vuelo de prueba el 17 de abril de 2014.El F9R Dev1 se utilizó para vuelos de prueba a baja altitud en el área de McGregor, Texas -altitud máxima proyectada por debajo de 3.000 metros (10.000 pies)- con un total de cinco vuelos de prueba, todos realizados durante 2014. Este vehículo se autodestruyó como medida de seguridad durante su quinto vuelo de prueba el 22 de agosto de 2014.
En abril de 2014, se estaba construyendo un tercer vehículo de pruebas de vuelo, el F9R Dev2, y estaba previsto que volara en el campo de pruebas de gran altitud disponible en Spaceport America, en Nuevo México, donde se esperaba que volara a altitudes de hasta 91.000 metros (300.000 pies). Nunca llegó a volar, ya que SpaceX trasladó el programa de pruebas de gran altitud a sus pruebas de descenso controlado de propulsores usados tras su uso en un lanzamiento y ascenso orbital de pago.

#### DragonFly
DragonFly era un prototipo de artículo de prueba para una versión de aterrizaje propulsivo de la cápsula SpaceX Dragon, un vehículo de lanzamiento suborbital reutilizable (RLV), destinado a pruebas de vuelo a baja altitud. En mayo de 2014 estaba previsto que se sometiera a un programa de pruebas en Texas, en la McGregor Rocket Test Facility, durante 2014-2015.
El vehículo de pruebas DragonFly está propulsado por ocho motores SuperDraco, dispuestos en un patrón redundante para apoyar la tolerancia a fallos en el diseño del sistema de propulsión. Los SuperDracos utilizan una mezcla propulsora almacenable de combustible de monometilhidracina (MMH) y oxidante de tetróxido de nitrógeno (NTO), los mismos propulsores utilizados en los propulsores Draco más pequeños utilizados para el control de actitud y las maniobras en la nave espacial Dragon de primera generación.Aunque los motores SuperDraco son capaces de alcanzar 73.000 newtons (16.400 lbf) de empuje, durante su uso en el vehículo de pruebas de vuelo DragonFly, cada uno será estrangulado a menos de 68.170 newtons (15.325 lbf) para mantener la estabilidad del vehículo.
En 2013-2014 se propuso un programa de vuelos de prueba de treinta vuelos, incluidos dos de asistencia propulsiva (paracaídas más propulsores) y dos de aterrizaje propulsivo (sin paracaídas) en vuelos lanzados desde un helicóptero a una altitud aproximada de 10.000 pies (3.000 m). Se preveía que los otros 26 vuelos de prueba despegaran de una plataforma de lanzamiento: ocho serían saltos de asistencia propulsiva (aterrizaje con paracaídas más propulsores) y 18 serían saltos propulsivos completos, similares a los vuelos de prueba de la etapa de refuerzo Grasshopper y F9R Dev.A partir de 2014, no se esperaba que el programa de pruebas DragonFly comenzara hasta después de la finalización de las pruebas del refuerzo F9R Dev1 en las instalaciones de McGregor.

### Pruebas de vuelo posteriores a la misión del propulsor Falcon 9

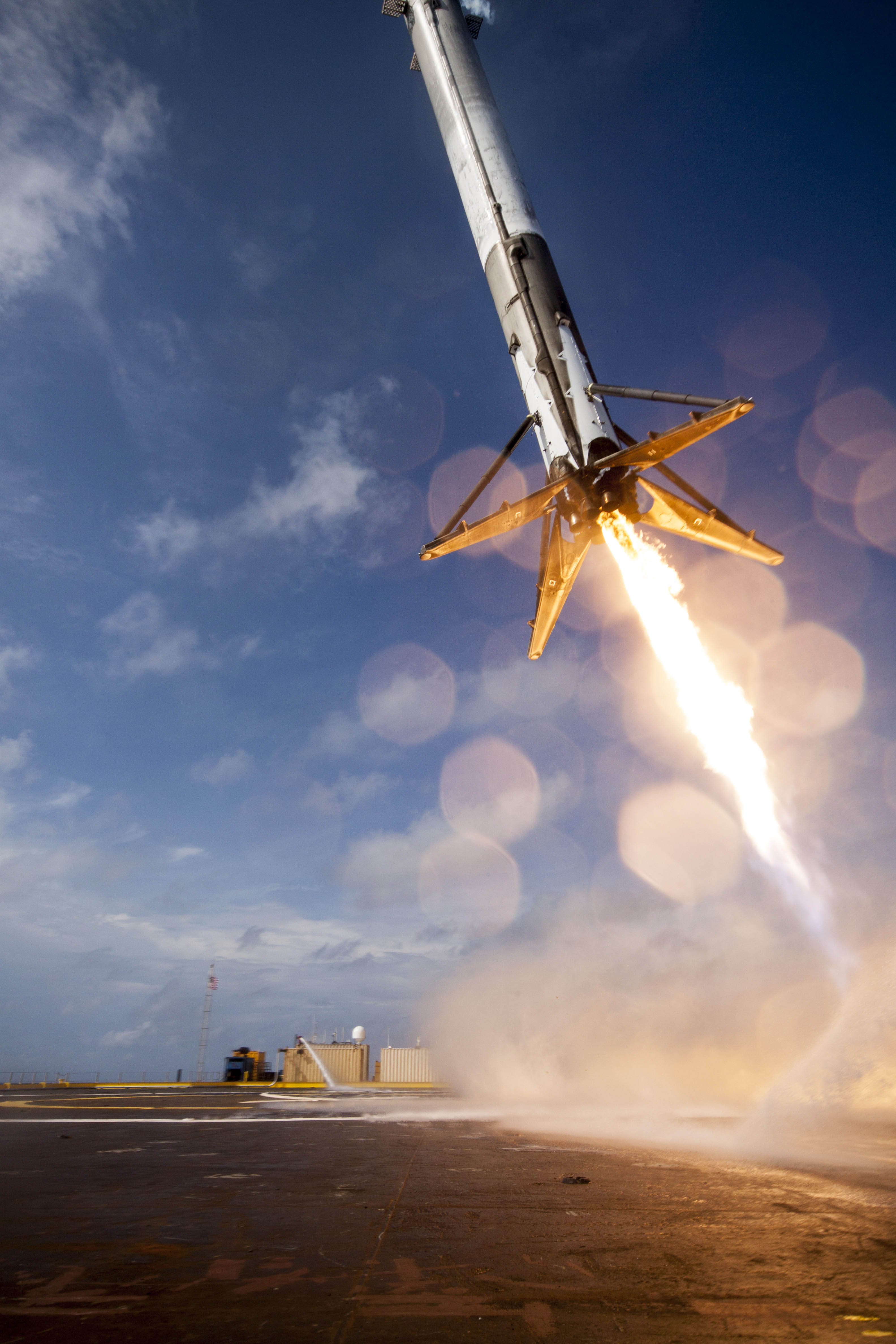
Intento de aterrizaje del propulsor CRS-6

En 2013, SpaceX comenzó a utilizar algunas primeras etapas de los cohetes Falcon 9 v1.1 para pruebas de descenso controlado con retorno propulsivo, una vez completada la fase de impulso de un vuelo orbital. Desde la aparición de los vuelos espaciales en 1957, los propulsores de los vehículos de lanzamiento se desechaban tras poner en marcha sus cargas útiles. Las pruebas sobre el agua iniciadas por SpaceX tuvieron lugar en los océanos Pacífico y Atlántico, al sur de la Base Aérea de Vandenberg (California) y al este de la Estación Aérea de Cabo Cañaveral (Florida). La primera prueba de vuelo tuvo lugar el 29 de septiembre de 2013, después de que la segunda etapa con las cargas útiles CASSIOPE y nanosat se separara del propulsor. Estas pruebas de descenso y aterrizaje simulado continuaron durante los dos años siguientes, teniendo lugar la segunda prueba de vuelo el 18 de abril de 2014,dos pruebas más en 2014, y cuatro pruebas posteriores realizadas en 2015.SpaceX continuó realizando cambios iterativos e incrementales en el diseño del booster, así como en las tecnologías reutilizables específicas, el perfil de descenso y los márgenes de propulsante, en algunos vuelos de Falcon 9 y Falcon Heavy de 2016 a 2018 para ajustar el diseño y los parámetros operativos. Muchas de estas pruebas de descenso y aterrizaje se ensayaron en misiones de vuelos espaciales orbitales activos para clientes de SpaceX cuando el propulsor reentró en la atmósfera e intentó aterrizajes recuperables.

#### Reentrada y descenso controlado
Tras el análisis de los datos de las pruebas de vuelo del primer descenso controlado del propulsor en septiembre de 2013, SpaceX anunció que había probado con éxito una gran cantidad de nuevas tecnologías en el vuelo y que, junto con los avances tecnológicos realizados en el demostrador de aterrizaje a baja altitud Grasshopper, estaban preparados para probar una recuperación completa de la etapa de propulsión. El primer vuelo de prueba fue un éxito; SpaceX afirmó que fue "capaz de pasar con éxito del vacío a velocidades hipersónicas, supersónicas y transónicas, y de encender los motores durante todo el trayecto y controlar la etapa durante todo el trayecto [a través de la atmósfera]". Musk afirmó que "el próximo intento de recuperación [sic] de la primera etapa del Falcon 9 será en el cuarto vuelo del cohete mejorado. Este sería [el] tercer vuelo comercial de carga Dragon a la EEI. [Estación Espacial Internacional]".
Esta segunda prueba de vuelo tuvo lugar durante el vuelo Dragon de abril de 2014 a la ISS. SpaceX acopló patas de aterrizaje a la primera etapa, la desaceleró sobre el océano e intentó un aterrizaje simulado sobre el agua, tras el encendido de la segunda etapa en la tercera misión de reabastecimiento de carga contratada a la NASA. SpaceX anunció en febrero de 2014 su intención de continuar las pruebas de aterrizaje de la primera etapa en el océano hasta que se demostrara la precisión del control desde el régimen hipersónico hasta el subsónico. Se llevaron a cabo cinco pruebas adicionales de descenso controlado en lo que quedaba de 2014 hasta abril de 2015, incluidos dos intentos de aterrizaje en una plataforma de aterrizaje flotante -un buque teledirigido autónomo Spaceport construido por SpaceX- en el océano Atlántico al este del lugar de lanzamiento, en ambos casos el vehículo llegó a la plataforma de aterrizaje, pero en ninguno de los dos se produjo un aterrizaje con éxito.

#### Primer aterrizaje en la plataforma terrestre

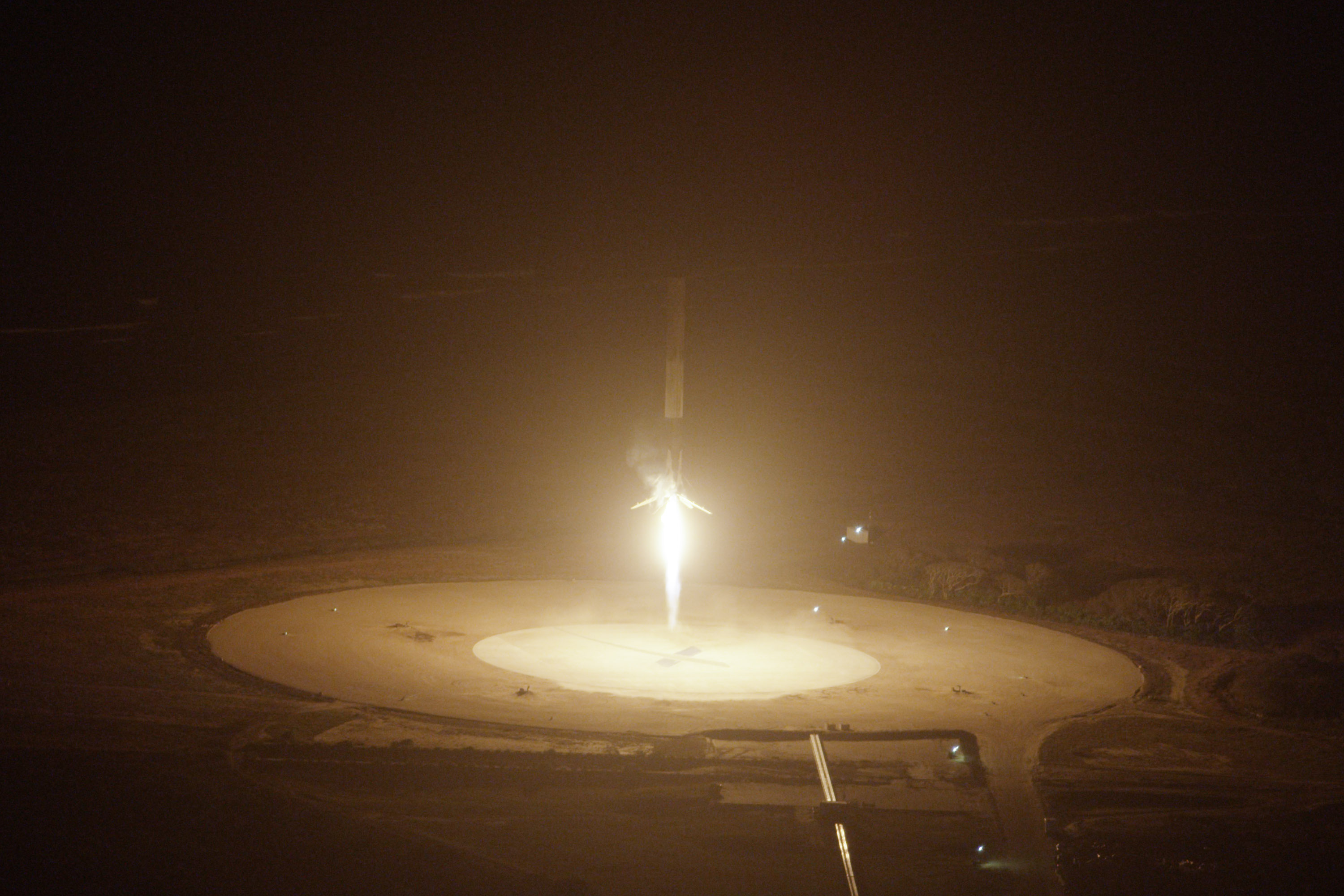
El aterrizaje de la primera etapa del vuelo 20 del Falcon 9 visto desde un helicóptero, 22 de diciembre de 2015

Durante el parón de lanzamientos de 2015, SpaceX solicitó la aprobación reglamentaria de la FAA para intentar devolver su próximo vuelo a Cabo Cañaveral en lugar de apuntar a una plataforma flotante en el océano. El objetivo era aterrizar el propulsor verticalmente en las instalaciones arrendadas de la Zona de Aterrizaje 1, el antiguo Complejo de Lanzamiento 13, donde SpaceX había construido recientemente una gran plataforma de aterrizaje de cohetes. La FAA aprobó el plan de seguridad para el aterrizaje en tierra el 18 de diciembre de 2015. La primera etapa aterrizó con éxito en el objetivo a las 20:38 hora local del 21 de diciembre (01:38 UTC del 22 de diciembre).
El cohete de la primera etapa B1019 no volvió a volar después del vuelo, sino que fue trasladado unos kilómetros al norte, a las instalaciones del hangar de SpaceX en la plataforma de lanzamiento 39A, fue reacondicionado por SpaceX en el adyacente Centro Espacial Kennedy, donde fue inspeccionado antes de ser utilizado el 15 de enero de 2016 para realizar una prueba de fuego estático en su plataforma de lanzamiento original, el Complejo de Lanzamiento 40.El objetivo de esta prueba era evaluar la salud del propulsor recuperado y la capacidad de este diseño de cohete para volar repetidamente en el futuro. Las pruebas arrojaron buenos resultados en general, salvo que uno de los motores exteriores experimentó fluctuaciones de empuje. Elon Musk informó de que esto podría haberse debido a la ingestión de escombros. A continuación, el propulsor fue retirado a las instalaciones de SpaceX en Hawthorne, California.

#### Intentos de aterrizaje en naves no tripuladas

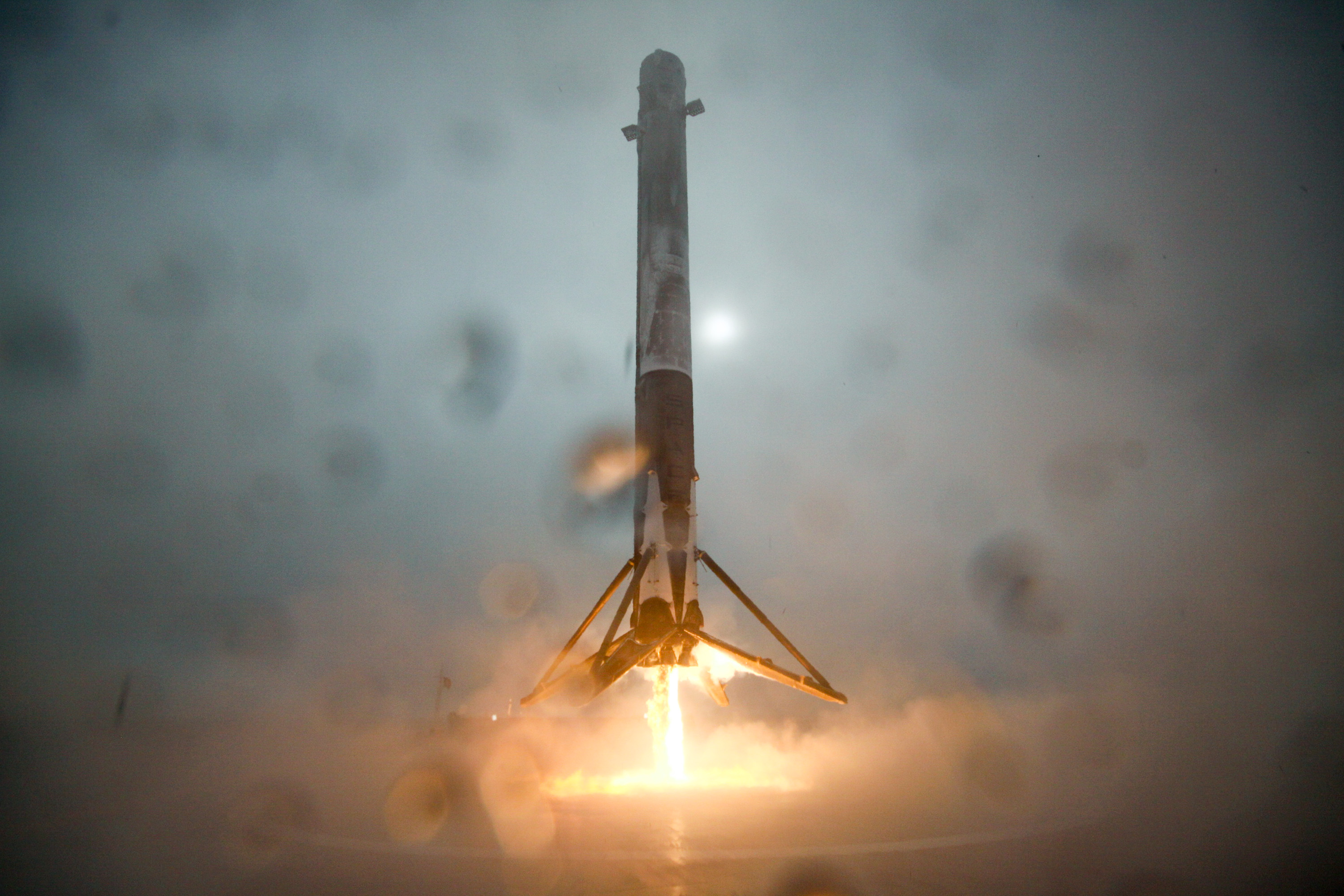
Primera etapa del vuelo 21 del Falcon 9 descendiendo sobre la plataforma de aterrizaje flotante, el 17 de enero de 2016, inmediatamente antes de un aterrizaje suave seguido de una deflagración del cohete luego de que una pata de aterrizaje no se enganchara, lo que provocó que el cohete volcara.

El vuelo 21 de Falcon 9 lanzó el satélite Jason-3 el 17 de enero de 2016 e intentó aterrizar en la plataforma flotante Just Read the Instructions,situada por primera vez a unas 200 millas (320 km) en el océano Pacífico.   Aproximadamente a los 9 minutos de vuelo, la señal de vídeo en directo del dron se interrumpió debido a la pérdida de conexión con el satélite de enlace ascendente. El vehículo aterrizó sin problemas en la nave, pero una de las cuatro patas de aterrizaje no se bloqueó correctamente, al parecer debido a que el hielo de la densa niebla previa al lanzamiento impidió que se enganchara una pinza de bloqueo. En consecuencia, el propulsor cayó poco después del aterrizaje y se destruyó en una deflagración al impactar con la plataforma.
El vuelo 22 transportaba una carga pesada de 5.271 kilogramos (12.000 libras) a la órbita de transferencia geoestacionaria (GTO). Esta carga superaba la capacidad máxima de elevación a GTO anunciada anteriormente, que era posible gracias a una ligera subsincronización. Tras los retrasos causados por el fracaso del vuelo 19, SpaceX acordó proporcionar empuje adicional al satélite SES-9 para llevarlo supersíncrono. Como resultado de estos factores, quedaba poco propulsante para ejecutar una prueba completa de reentrada y aterrizaje con los márgenes normales. En consecuencia, la primera etapa del Falcon 9 siguió una trayectoria balística tras la separación y reentró en la atmósfera a gran velocidad, lo que redujo las posibilidades de aterrizar con éxito.La reentrada atmosférica y el descenso controlado se realizaron con éxito a pesar de las mayores restricciones aerodinámicas de la primera etapa debidas a la velocidad adicional. Sin embargo, el cohete se movía demasiado rápido y se destruyó al colisionar con la nave no tripulada. SpaceX recopiló valiosos datos sobre la ampliación de la envolvente de vuelo necesaria para recuperar los propulsores de las misiones GTO.

#### Primeros aterrizajes en el mar

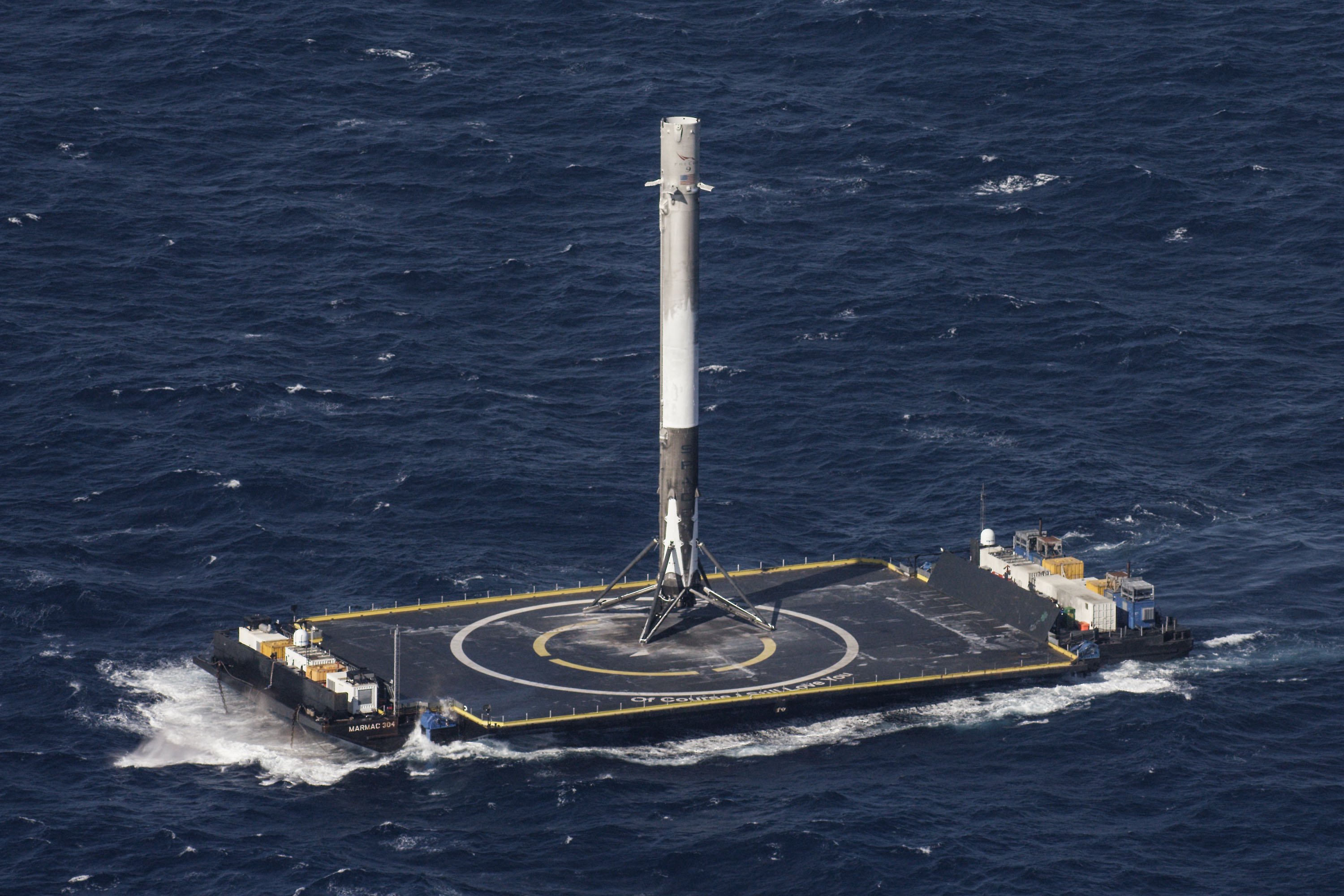
La primera etapa del vuelo 23 del Falcon 9 aterrizó en un dron autónomo

A partir de enero de 2015, SpaceX colocó plataformas flotantes estables a unos cientos de kilómetros de la costa a lo largo de la trayectoria del cohete; esas barcazas transformadas se denominaron barcos dron autónomos de puerto espacial. El 8 de abril de 2016, el vuelo 23 de Falcon 9, el tercero de la versión de propulsión completa, entregó la carga CRS-8 de SpaceX camino de la Estación Espacial Internacional mientras la primera etapa realizaba una maniobra de retroceso y reentrada sobre el océano Atlántico. Nueve minutos después del despegue, el propulsor aterrizó verticalmente en el buque no tripulado Of Course I Still Love You, a 300 km de la costa de Florida, logrando un hito largamente buscado para el programa de desarrollo de reutilización de SpaceX.
El 6 de mayo de 2016 se produjo un segundo aterrizaje exitoso de un buque dron con el siguiente vuelo que lanzó el JCSAT-14 a GTO. Este segundo aterrizaje en el mar fue más difícil que el anterior porque el booster en el momento de la separación viajaba a unos 8.350 km/h (5.190 mph) en comparación con los 6.650 km/h (4.130 mph) del lanzamiento del CRS-8 a la órbita terrestre baja.Siguiendo con sus experimentos para probar los límites de la envoltura de vuelo, SpaceX optó por un quemado de aterrizaje más corto con tres motores en lugar de los quemados con un solo motor vistos en intentos anteriores; este enfoque consume menos combustible al dejar la etapa en caída libre el mayor tiempo posible y desacelerar más bruscamente, minimizando así la cantidad de energía gastada para contrarrestar la gravedad.Elon Musk indicó que esta primera etapa podría no volver a volar en lugar de ser utilizada como líder de vida para pruebas en tierra para confirmar que las demás son buenas.
El 27 de mayo se produjo un tercer aterrizaje con éxito, de nuevo tras la desaceleración de la alta velocidad necesaria para un lanzamiento GTO. El aterrizaje aplastó un "núcleo de aplastamiento" en una pata, lo que provocó una notable inclinación de la etapa cuando se encontraba sobre la nave no tripulada.

#### Procedimiento de rutina
A lo largo de las misiones posteriores, el aterrizaje de la primera etapa se convirtió gradualmente en un procedimiento rutinario, y desde enero de 2017 SpaceX dejó de referirse a sus intentos de aterrizaje como "experimentales". Las misiones de baja energía a la ISS vuelan de vuelta al lugar de lanzamiento y aterrizan en LZ-1, mientras que las misiones de satélites más exigentes aterrizan en naves no tripuladas a unos cientos de kilómetros de distancia. Las misiones ocasionales con cargas pesadas, como EchoStar 23, no intentan aterrizar, volando en configuración prescindible sin aletas ni patas.
Durante 2016 y 2017, SpaceX ha recuperado varias primeras etapas tanto para naves terrestres como para drones, lo que les ha ayudado a optimizar los procedimientos necesarios para reutilizar rápidamente los propulsores. En enero de 2016, Elon Musk estimó la probabilidad de éxito en un 70% para todos los intentos de aterrizaje en 2016, con la esperanza de aumentar al 90% en 2017; también advirtió que deberíamos esperar "unos cuantos RUDs más" (Rapid Unscheduled Disassembly, acrónimo de Musk para denotar la destrucción del vehículo en el impacto).La predicción de Musk fue reivindicada, ya que 5 de cada 8 boosters volados (63%) fueron recuperados en 2016, y 14 de cada 14 (100%) en 2017. Tres misiones GTO para cargas útiles pesadas (EchoStar 23 en marzo de 2017, Inmarsat-5 F4 en mayo de 2017 e Intelsat 35e en julio de 2017) se volaron en una configuración prescindible, no equipada para el aterrizaje. Un booster que podría haberse recuperado se voló intencionadamente sin patas y se dejó hundir tras un aterrizaje suave en el océano (booster B1036 para la misión Iridium NEXT 31-40 en diciembre de 2017).

#### Reutilización de la primera etapa
A 6 de agosto de 2018, SpaceX había recuperado 21 boosters de primera etapa de misiones anteriores, de los cuales seis se recuperaron dos veces, lo que arroja un total de 27 aterrizajes. En 2017, SpaceX voló un total de 5 misiones de 20 con boosters reutilizados (25%). En total, se han reutilizado 14 propulsores hasta agosto de 2018.
El 28 de julio de 2016, la primera etapa de la misión JCSAT-2B se probó con éxito durante toda su duración en las instalaciones McGregor de SpaceX.El primer intento de reutilización se produjo el 30 de marzo de 2017, con el lanzamiento de SES-10,resultando en un vuelo exitoso y un segundo aterrizaje de la primera etapa B1021 recuperada de la misión CRS-8 de abril de 2016.En junio de 2017, BulgariaSat-1 voló con éxito con el impulsor B1029 de la misión Iridium NEXT de enero de 2017.El impulsor B1031 voló en la misión CRS-10 a la ISS en febrero de 2017 y ayudó a poner en órbita geoestacionaria el satélite de comunicaciones SES-11 en octubre de 2017. Los boosters B1035 y B1036 volaron dos veces cada uno para el mismo cliente, el B1035 para las misiones CRS-11 y CRS-13 de la NASA en junio y diciembre de 2017, y el B1036 para dos lotes de 10 satélites Iridium NEXT, también en junio y diciembre de 2017. B1032 se reutilizó para GovSat-1 en enero de 2018 después de NROL-76 en mayo de 2017.
SpaceX empleó cuatro meses en reacondicionar el primer propulsor reutilizado, el B1021, y volvió a lanzarlo al cabo de un año aproximadamente. El segundo propulsor reutilizado, el B1029, se reacondicionó en "sólo un par de meses"y se volvió a lanzar al cabo de cinco meses. Elon Musk ha declarado que su objetivo es dar la vuelta a una primera etapa en 24 horas. Musk sigue convencido de que SpaceX puede alcanzar este objetivo a largo plazo, pero no ha afirmado que se vaya a lograr con el diseño del Falcon 9.
Los propulsores B1019 y B1021 fueron retirados y puestos en exhibición. [El B1029 también se retiró tras la misión BulgariaSat-1. B1023, B1025, B1031 y B1035 fueron recuperados por segunda vez, mientras que B1032 y B1036 fueron hundidos deliberadamente en el mar tras un suave aterrizaje en el océano.
A mediados de 2019, después de haber vuelto a volar un solo propulsor solo tres veces hasta la fecha, SpaceX indicó que planeaba utilizar un solo propulsor al menos cinco veces a finales de 2019.Ningún propulsor alcanzó este plazo, pero B1048 voló cuatro veces y dos más (B1046 y B1049) realizaron un cuarto vuelo en enero de 2020. En marzo de 2020, SpaceX voló por primera vez un propulsor (B1048) por quinta vez.

#### Reutilización del Falcon Heavy

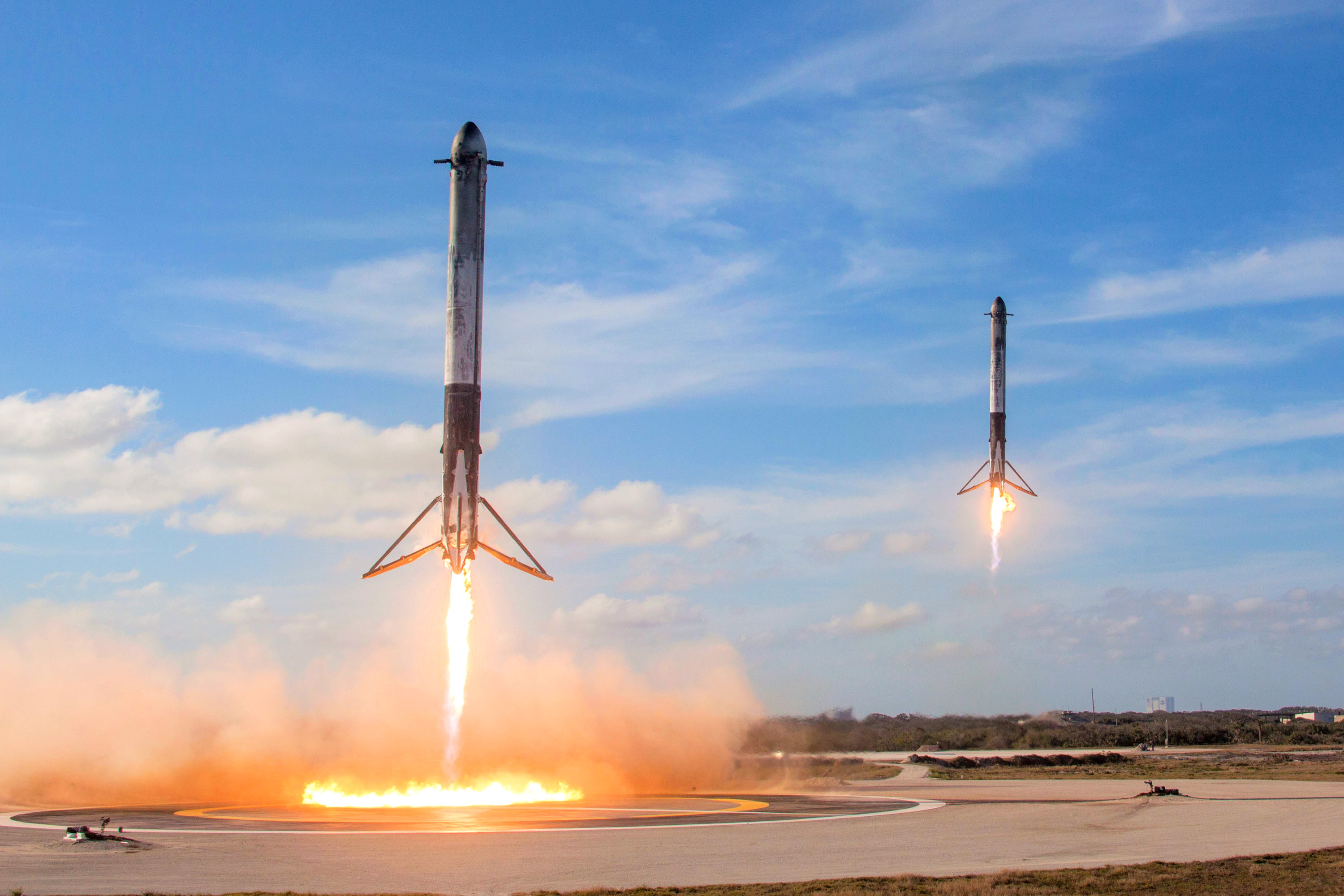
Los propulsores laterales pesados Falcon aterrizaron en LZ1 y LZ2 en 2018

El vuelo de prueba del Falcon Heavy no tenía ningún cliente contratado y, para limitar el coste de este vuelo, SpaceX decidió reutilizar los propulsores laterales. Los propulsores B1023 y B1025, que habían volado en configuración Falcon 9, se reconfiguraron y utilizaron como propulsores laterales en el primer vuelo de Falcon Heavy en febrero de 2018, y luego ambos aterrizaron uno al lado del otro casi al mismo tiempo en las plataformas de tierra. Los vuelos posteriores de Falcon Heavy utilizaron nuevos propulsores, o propulsores laterales previamente volados en un Falcon Heavy. SpaceX no ha podido recuperar el núcleo central en ninguno de los tres primeros vuelos de Falcon Heavy, pero logró recuperar los seis propulsores laterales.

#### Propulsores del bloque 5
Con una racha de 19 intentos de recuperación con éxito de la primera etapa desde 2016 hasta principios de 2018, SpaceX se ha centrado en la rápida reutilización de los propulsores de primera etapa. El Bloque 3 y el Bloque 4 demostraron ser económicamente viables para ser volados dos veces, ya que 11 de estos propulsores han sido reutilizados en 2017 y 2018. El Bloque 5 se ha diseñado teniendo en cuenta múltiples reutilizaciones, hasta 10 reutilizaciones con una inspección mínima y hasta 100 usos con reacondicionamiento.A principios de 2018 se experimentaron nuevos perfiles de reentrada agresivos con los propulsores prescindibles del Bloque 3 y el Bloque 4, para probar las limitaciones de la gama de márgenes de lanzamiento recuperables que son potenciales para el futuro Bloque 5.El 9 de mayo de 2021, B1051 se convirtió en el primer cohete en ser lanzado y aterrizado por décima vez, alcanzando uno de los objetivos de SpaceX para la reutilización.A partir de abril de 2024, el récord de reutilización es de 20 vuelos.

#### Reutilización de carenados
Los carenados de carga útil han sido tradicionalmente prescindibles, donde se han quemado en la atmósfera o se han destruido al impactar contra el océano. Ya a mediados de 2015, Musk insinuó que SpaceX podría estar trabajando en la reutilización de carenados, tras el descubrimiento de restos de una sección no identificada del vehículo de lanzamiento Falcon 9 frente a la costa de las Bahamas, y posteriormente SpaceX confirmó que se trataba de un componente de un carenado de carga útil que había llegado a la costa.En abril de 2016, SpaceX había anunciado públicamente que la recuperación del carenado del Falcon 9 era un objetivo. El coste del carenado es de unos 6 millones de dólares por lanzamiento, lo que supone aproximadamente el diez por ciento de los costes totales de lanzamiento.Musk dijo en 2017: "Imagina que tuvieras 6 millones de dólares en efectivo en un palé volando por el aire, y que fuera a estrellarse en el océano. ¿Intentarías recuperarlo? Sí, sí que lo harías".
En marzo de 2017, como parte de la misión SES-10, SpaceX realizó por primera vez un aterrizaje controlado del carenado de la carga útil y recuperó con éxito una mitad del carenado, con la ayuda de propulsores de control de actitud y un paracaídas dirigible, lo que le ayudó a planear hacia un aterrizaje suave en el agua. La empresa anunció su intención de aterrizar los carenados en una estructura flexible seca, descrita en broma por Musk como un "castillo hinchable flotante", con el objetivo de reutilizarlos por completo.Tras sucesivas pruebas y mejoras en varios vuelos, se estableció como objetivo para 2017 la recuperación intacta del carenado, y en 2018 se planificó un nuevo vuelo con un carenado recuperado.
El meme del "castillo hinchable"era en realidad una red ensartada entre los grandes brazos de un buque de suministro de plataformas rápidas llamado Mr. Steven (ahora GO Ms. Tree). La nave de recuperación está equipada con sistemas de posicionamiento dinámico, y fue probada tras el lanzamiento del satélite Paz desde la Base Aérea de Vandenberg en 2017. Esta misión también fue la primera en utilizar un carenado versión 2, diseñado explícitamente para "mejorar la capacidad de supervivencia para los intentos de recuperación posteriores al lanzamiento, y para ser reutilizable en futuras misiones".Este intento de recuperación no fue del todo exitoso; el carenado perdió el barco por unos cientos de metros, pero aterrizó intacto en el agua antes de ser recuperado y llevado de vuelta a puerto.En agosto de 2018, los cuatro intentos de SpaceX de aterrizar un carenado en un barco de recuperación habían fracasado, a pesar de equipar al Sr. Steven con redes más grandes antes del intento de julio de 2018.
En octubre de 2018, se realizaron al menos dos pruebas de recuperación del carenado, en las que participaron el Sr. Steven y un helicóptero, que dejaría caer un medio carenado desde una altura de unos 3300 metros. El resultado de las pruebas no estaba claro.
En abril de 2019, durante la segunda misión Falcon Heavy, el barco de recuperación Go Searcher pescó las mitades del carenado en el mar y se anunció que los carenados se utilizarían en una misión Starlink. Estos carenados se reutilizaron en una misión Starlink el 11 de noviembre de 2019.
En junio de 2019, tras el tercer lanzamiento del Falcon Heavy, se realizó la primera captura exitosa del carenado. Imágenes publicadas en Twitter horas después del lanzamiento mostraban una mitad del carenado en la red del buque de recuperación GO Ms. Tree.
A finales de 2020, SpaceX recuperaba con regularidad los carenados de la carga útil y enviaba dos buques de recuperación modificados a medida -Ms. Tree y Ms. Chief- para recoger los carenados en la mayoría de los lanzamientos desde su centro de lanzamiento de Florida. Para entonces, SpaceX también volvía a volar regularmente los carenados recuperados en los lanzamientos, normalmente en sus propios vuelos en los que los satélites Starlink eran la carga útil principal o la única. Sin embargo, a partir de agosto de 2020, los aterrizajes con éxito en las redes ya no eran rutinarios: menos de la mitad de los carenados de los tres meses anteriores quedaron atrapados en las redes, pero la mayoría se recuperaron de todos modos tras un aterrizaje suave en el océano.
En abril de 2021, SpaceX había abandonado el programa experimental para intentar la recuperación de carenados de carga útil seca mediante descenso en paracaídas en una red en una nave rápida. SpaceX decidió poner en funcionamiento la "recuperación húmeda" de carenados en futuros vuelos de Falcon 9, tras comprobar que podían limpiar, reacondicionar y reutilizar dichos carenados de forma más económica. SpaceX liberó a Miss Tree y Miss Chief de sus contratos y adquirió dos naves para operaciones de recuperación de carenados, así como para remolcar y dar apoyo a naves teledirigidas en la costa este. Estas dos naves fueron bautizadas en honor de los astronautas de la Demo-2 Doug Hurley y Bob Behnken como Doug y Bob. Los nombres anteriores de los buques Bob y Doug eran Ella G e Ingrid respectivamente. Actualmente, Doug está operando en Puerto Cañaveral mientras que Bob se encuentra en Tampa en fase de construcción.
Para el 26 de mayo de 2021, SpaceX había lanzado 40 vuelos que reflejaron al menos la mitad de un carenado volado anteriormente, y un carenado había volado en cinco vuelos diferentes, habiendo sido recuperado y limpiado cuatro veces anteriormente.

### Reutilización de la segunda etapa
A pesar de las primeras declaraciones públicas de que SpaceX se esforzaría por hacer reutilizable también la segunda etapa del Falcon 9, a finales de 2014 determinaron que la masa necesaria para un escudo térmico de reentrada, motores de aterrizaje y otros equipos para apoyar la recuperación de la segunda etapa, así como el desvío de recursos de desarrollo de otros objetivos de la empresa, eran en ese momento prohibitivos, y suspendieron indefinidamente sus planes de reutilización de la segunda etapa para los cohetes Falcon.Sin embargo, en julio de 2017indicaron que podrían realizar pruebas experimentales de recuperación de una o más segundas etapas con el fin de aprender más sobre la reutilización para informar su proceso de desarrollo de la Starship,y en mayo de 2018 proporcionaron detalles adicionales sobre cómo podrían llevar a cabo algunas de esas pruebas.
Se planea que la Starship reemplace todos los vehículos espaciales y de lanzamiento existentes de SpaceX después de mediados de la década de 2020: Falcon 9, Falcon Heavy y la nave espacial Dragon, dirigida inicialmente al mercado de lanzamiento en órbita terrestre, pero con capacidad para soportar vuelos espaciales de larga duración en los entornos de misiones cislunares y de Marte[6] Ambas etapas serán totalmente reutilizables. El diseño integrado de segunda etapa con nave espacial no se ha utilizado en lanzadores anteriores.

### Reutilización de las cápsulas Dragon
Las cápsulas Dragon de SpaceX se han ido mejorando gradualmente para su reutilización. Los elementos estructurales y los componentes internos se reacondicionan entre vuelos, mientras que el escudo térmico se sustituye para cada nueva misión. La última cápsula de carga Dragon de nueva construcción voló por primera vez en julio de 2017; todas las misiones posteriores de reabastecimiento de la EEI se realizaron con cápsulas reacondicionadas, algunas cápsulas realizaron un tercer vuelo. La sección troncal de Dragon no puede reutilizarse, ya que está diseñada para quemarse en la atmósfera tras completar su misión.
La cápsula Dragon 2 de SpaceX también se reutiliza. Inicialmente estaba previsto utilizar cápsulas nuevas para todas las misiones tripuladas de la NASA,pero la experiencia con las misiones de demostración hizo que la NASA y SpaceX acordaran la reutilización a partir de Crew-2.

## Flujo operativo
Durante el primer año de retorno con éxito de las etapas de los vuelos de prueba experimentales, SpaceX llevó a cabo una evaluación ad hoc y específica para cada vuelo, así como pruebas de componentes en cada etapa aterrizada con éxito. Las etapas se procesaron y evaluaron inicialmente en los hangares de lanzamiento o, para los aterrizajes en Cabo Cañaveral, en el nuevo hangar que SpaceX ha construido recientemente en el Complejo de Lanzamiento 39 del Centro Espacial Kennedy. Las piezas de cohetes devueltas también se han transportado a SpaceX Hawthorne y SpaceX McGregor para su evaluación y pruebas de ingeniería.
En febrero de 2017, después de que ocho núcleos de cohetes aterrizaran con éxito -siete de ellos lanzados desde Cabo Cañaveral-, SpaceX anunció sus planes de ampliar sus instalaciones físicas para procesar y reacondicionar cohetes. Lo harán tanto en un espacio alquilado como en un nuevo edificio que se construirá en Puerto Cañaveral (Florida), cerca del lugar donde está atracado el Atlantic Autonomous Spaceport Drone Ship, y donde ahora se retiran de la nave las etapas que aterrizan en el droneship de la costa este.

## Desarrollo de la reutilización de naves estelares
El objetivo del sistema de lanzamiento Starship es ser un vehículo de lanzamiento y reentrada orbital totalmente reutilizable.El sistema de lanzamiento Starship consta de dos etapas: un propulsor Super Heavy y una nave Starship; ambos tienen un cuerpo fabricado en acero inoxidable SAE 304L y están diseñados para contener oxígeno líquido y metano líquido. Super Heavy y luego Starship impulsarán la carga útil a velocidad orbital, tras lo cual ambos aterrizarán y podrán utilizarse de nuevo. La Starship puede enviar hasta 150 toneladas métricas (330.000 libras) (con reutilización total) a la órbita terrestre baja;las órbitas terrestres más altas y otras órbitas son accesibles tras ser reabastecidas por Starships cisterna. Las futuras variantes previstas de la Starship podrán aterrizar en la Luna y Marte. El diseño de la Starship ha influido en otros vehículos de lanzamiento, como la capacidad de reutilización parcial de la Terran R.

### Historia del diseño

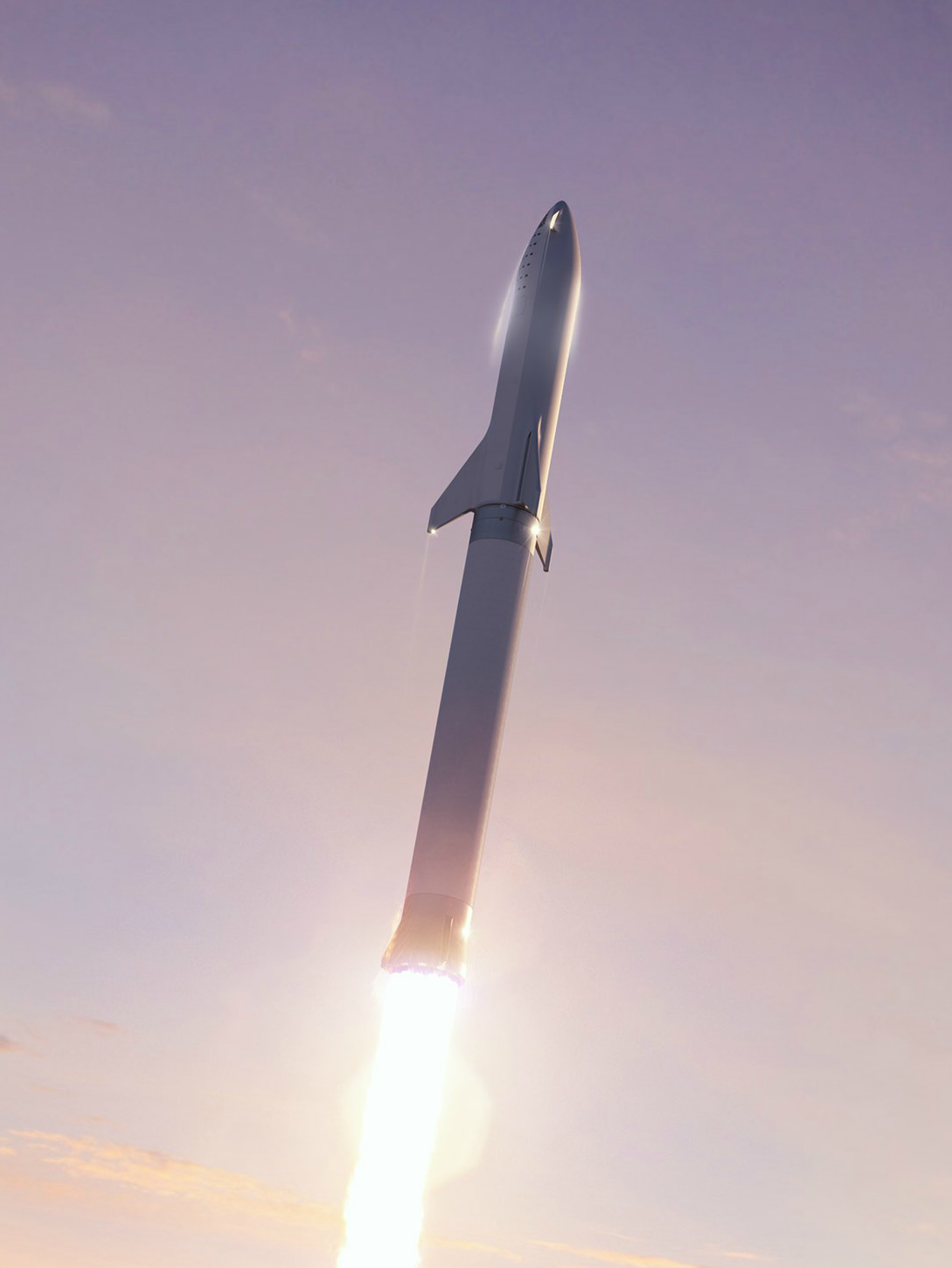
Representación artística de SpaceX del Big Falcon Rocket en vuelo

La primera referencia de SpaceX a un concepto de cohete con capacidad de elevación de Starship fue en 2005. En una conferencia estudiantil, Musk mencionó brevemente un teórico vehículo de lanzamiento de carga pesada con el nombre en clave de BFR, más tarde conocido como Falcon XX. Estaría propulsado por una versión más grande del motor Merlin, llamada Merlin 2, y tendría una capacidad de elevación de 140 toneladas métricas (310.000 libras) hasta la órbita terrestre baja. En 2012, en un debate público sobre un programa conceptual de colonización de Marte, Musk describió el Mars Colonial Transporter. Lo imaginó como un vehículo de lanzamiento superpesado reutilizable que podría transportar aproximadamente de 150 a 200 toneladas métricas (330.000 a 440.000 libras) a la órbita terrestre baja. El Mars Colonial Transporter podría estar propulsado por motores Raptor, que consumirían metano líquido y oxígeno líquido.
En septiembre de 2016, en el 67º Congreso Internacional de Astronáutica, Musk anunció el Sistema de Transporte Interplanetario (ITS, por sus siglas en inglés), un cohete conceptual reutilizable concebido para lanzar seres humanos a Marte y otros destinos del Sistema Solar. El ITS debía medir 122 m de alto, 12 m de ancho y ser capaz de elevar 300 toneladas métricas (660.000 lb) a una órbita terrestre baja.Las dos etapas debían estar fabricadas con compuestos de carbono. La primera etapa o propulsor debía estar propulsada por 42 Raptors y la segunda por nueve Raptors. Una vez repostada en órbita terrestre, la nave podría acelerar hasta Marte. Cuando una nave espacial interplanetaria entra en la atmósfera, se enfría mediante transpiración y controla el descenso de la nave moviendo sus alas delta y sus alerones divididos. En el siguiente Congreso, Musk anunció un cohete de sustitución llamado Big Falcon Rocket o informalmente Big Fucking Rocket. El Big Falcon Rocket mide 106 m de alto y 9 m de ancho. En esa conferencia, habló de una posible función de transporte suborbital y la denominó Tierra a Tierra.
En noviembre de 2018, se utilizaron por primera vez los nombres actuales: Super Heavy para el propulsor, Starship para la nave espacial y Starship system o simplemente Starship para todo el vehículo.Por esas fechas, Musk anunció un concepto rediseñado de nave espacial con tres alerones de popa y dos de proa.En enero de 2019, Musk anunció que Starship estaría fabricada con acero inoxidable y afirmó que este podría ser más resistente que un compuesto de carbono equivalente en un amplio rango de temperaturas. En marzo, Musk tuiteó que SpaceX optó por un escudo térmico compuesto de baldosas cerámicas hexagonales en lugar de transpiración.En octubre, la configuración del motor de la nave Starship se cambió a tres Raptors optimizados para la presión atmosférica y tres optimizados para el espacio.El número de aletas traseras se redujo de tres a dos y se colocaron en los bordes del escudo térmico.

### Pruebas

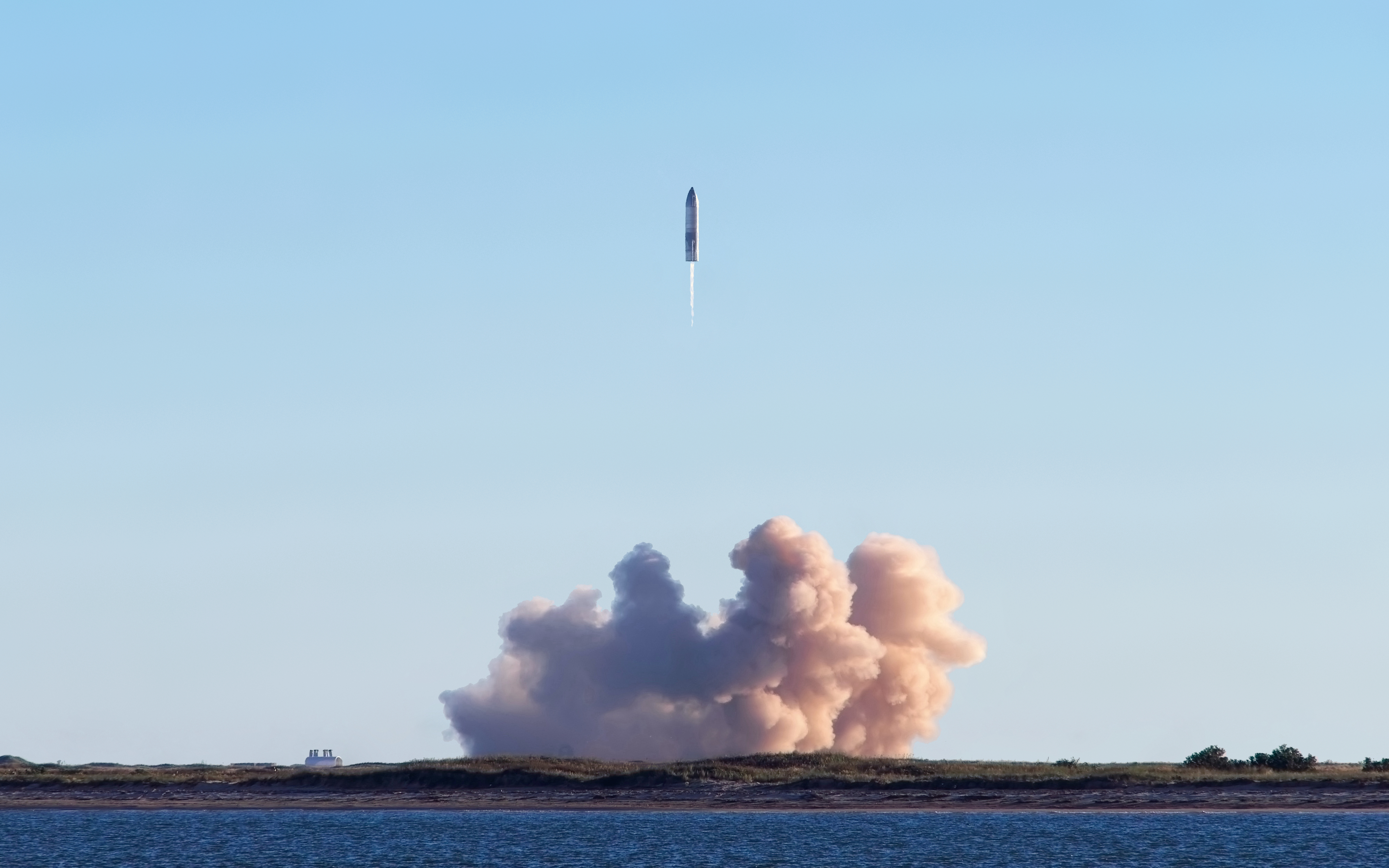
Lanzamiento del SN8 en el sitio de lanzamiento de Boca Chica, disparando tres Raptors

El 27 de agosto de 2019, un artículo de prueba simplificado llamado Starhopper saltó 150 m de altura. Presentado en un evento de SpaceX en septiembre de 2019, Starship Mk1 (Mark 1) fue el primer artículo de prueba de Starship a escala real que se construyó. Cinco meses después se construyó la Mk2 en Florida.Ninguna de las dos voló: la Mk1 se destruyó durante una prueba criogénica y la Mk2 fue desechada. A principios de 2020, SpaceX cambió el nombre de la Mk3 por el de SN1 (número de serie 1).Durante una prueba criogénica el 28 de febrero de 2021, un fallo en el tanque inferior de la SN1 hizo que se desmoronara. El 8 de marzo de 2020, el tanque de prueba desmontado de SN2 completó su única prueba criogénica. El 3 de abril de 2020, durante la prueba criogénica de SN3, una válvula dejó escapar el nitrógeno líquido del interior de su tanque inferior, provocando la despresurización y el colapso de la nave. Tras la quinta prueba de fuego estático con éxito de SN4, el 29 de mayo de 2020, la línea de combustible de desconexión rápida provocó su explosión.El 15 de junio de 2020, Musk tuiteó que los nuevos prototipos se fabricarían con SAE 304L en lugar de acero inoxidable 301.El 4 de agosto de 2020, SN5 completó un salto de 150 m (490 pies) usando un solo Raptor, el primer artículo de prueba a gran escala en completar una prueba de vuelo intacto. El 24 de agosto de 2020, SN6 replicó la trayectoria de vuelo de SN5 con éxito.SN7 no se completó, pero a partir de octubre de 2021, sus tanques se recuperaron para varios experimentos.
SN8 fue el primer artículo de prueba completo. En octubre y noviembre de 2020, SN8 se sometió a cuatro pruebas de fuego estático; la primera, la segunda y la cuarta tuvieron éxito, pero la tercera provocó una parada del motor. Según Musk, la fuerza del motor destruyó partes de la plataforma de lanzamiento enviando algunos trozos de la misma al interior del motor.El 9 de diciembre de 2020, SN8 realizó el primer vuelo de una Starship, alcanzando una altitud de 12,5 km (7,8 mi). Durante el aterrizaje, su tanque de metano no proporcionó suficiente combustible a los Raptors, reduciendo el empuje de uno de los motores. El artículo de prueba explotó en el impacto.El 2 de febrero de 2021, SN9 voló a 10 km (6,2 mi) de altura. Mientras descendía, uno de sus motores no funcionó y estalló al aterrizar en ángulo. El 3 de marzo de 2021, SN10 repitió la trayectoria de vuelo de SN9, luego aterrizó bruscamente y se autodestruyó en una explosión 8 minutos después.
El primer cohete superpesado denominado BN1 (cohete número 1) terminó de construirse el 8 de marzo de 2021, pero aún no había recibido los motores. El 30 de marzo de 2021, SN11 explotó en pleno vuelo sin una explicación confirmada debido a la densa niebla existente en el lugar de lanzamiento.Una posible explicación es que un motor podría haber quemado la aviónica del artículo de prueba y podría haber provocado un arranque brusco de la turbobomba del motor.Tras el lanzamiento, SpaceX omitió SN12, SN13, SN14 y BN2, e incorporó en su lugar las mejoras de los artículos de prueba obsoletos a SN15. El 5 de mayo de 2021, el artículo de prueba recorrió la misma trayectoria de vuelo que los artículos de prueba anteriores y aterrizó con éxito. El 20 de julio de 2021, BN3 encendió sus motores por única vez. En octubre de 2021, SN15, SN16 y BN3 habían sido retirados y expuestos.
Tras el vuelo del SN15, SpaceX puso fin a la campaña de vuelos suborbitales y probó prototipos en tierra durante casi dos años. El Booster 3 realizó una primera prueba de fuego estático en julio de 2021, los boosters posteriores realizaron pruebas de fuego estático con un número creciente de motores. El apilamiento de una nave sobre un booster se probó por primera vez en agosto de 2021 con la Nave 20 y el Booster 4. Paralelamente, se mejoró el soporte de lanzamiento orbital para soportar un lanzamiento.
El Booster 7 y la Nave 24 se lanzaron para una primera prueba de vuelo integrado el 20 de abril de 2023, planeada para volar 3/4 de una órbita y reentrar sobre el océano cerca de Hawai. El cohete salió de la plataforma de lanzamiento y voló durante tres minutos, pero varios motores del propulsor fallaron durante el vuelo y el cohete acabó perdiendo el control antes de la separación de las etapas, alcanzando una altitud máxima de 39 km (24 mi). El sistema de terminación del vuelo se activó y una explosión posterior destruyó el vehículo. El lanzamiento rompió la plataforma de hormigón situada bajo el soporte de lanzamiento, por lo que SpaceX tuvo que sustituirla por una placa de acero refrigerada por agua para los siguientes lanzamientos.
El Booster 9 y la Nave 25 fueron lanzados en la segunda prueba de vuelo integrado el 18 de noviembre de 2023, que tenía una trayectoria planeada idéntica a la del primer vuelo.A diferencia del Booster 7, el Booster 9 no tuvo fallos de motor hasta el comienzo del quemado de retropropulsión, cuando explotó por razones actualmente desconocidas. La Nave 25 alcanzó una velocidad final de más de 15000 mph antes de ser destruida por su sistema de terminación de vuelo.
El Booster 10 y la Nave 28 volaron en la Prueba de Vuelo Integrado 3, el 14 de marzo de 2024. Tenía una trayectoria diferente a la de los dos lanzamientos anteriores, apuntando a un amerizaje forzoso de la nave en el Océano Índico. Durante el ascenso y el retroceso, no hubo fallos de motor, aunque durante el encendido de aterrizaje, todos menos uno de los motores centrales del B10 fallaron. El S28 tuvo un intento abortado de reencendido del raptor, y se quemó durante la reentrada.
El 6 de junio de 2024, SpaceX lanzó el Booster 11 y la nave 29 en la misión IFT-4. Tras apagar un motor poco después del despegue, Starship continuó una trayectoria similar a la de IFT-3, sólo que sin el intento de reencendido del raptor. Tras realizar el quemado de retroceso y desechar el anillo de carga en caliente, el Super Heavy reentró y aterrizó con éxito. Bill Gerstenmaier, ejecutivo de SpaceX, afirmó que había aterrizado con una precisión de medio centímetro. Starship continuó hasta su órbita prevista e inició la reentrada unos 40 minutos más tarde. Demostró un control de actitud mucho mejor que la nave 28, pero el plasma quemó sus alerones durante las partes más intensas de la reentrada. A pesar de los importantes daños sufridos por los alerones, de los que dependía Starship para el control aerodinámico, se logró un aterrizaje exitoso en el agua, aunque a 6 kilómetros del objetivo.

El Booster 12 y la Nave 30 se lanzaron el 13 de octubre de 2024. El propulsor mantuvo encendidos los 33 motores hasta la separación de la etapa, antes de realizar con éxito un quemado de retroceso. El vehículo reentró y fue capturado con éxito por la torre de lanzamiento.La nave 30 alcanzó la trayectoria deseada y mantuvo el control de actitud hasta la entrada. Sufrió daños mínimos en los alerones durante la reentrada y logró un quemado de aterrizaje con éxito en el objetivo.

Imágenes de artículos de prueba de Starship
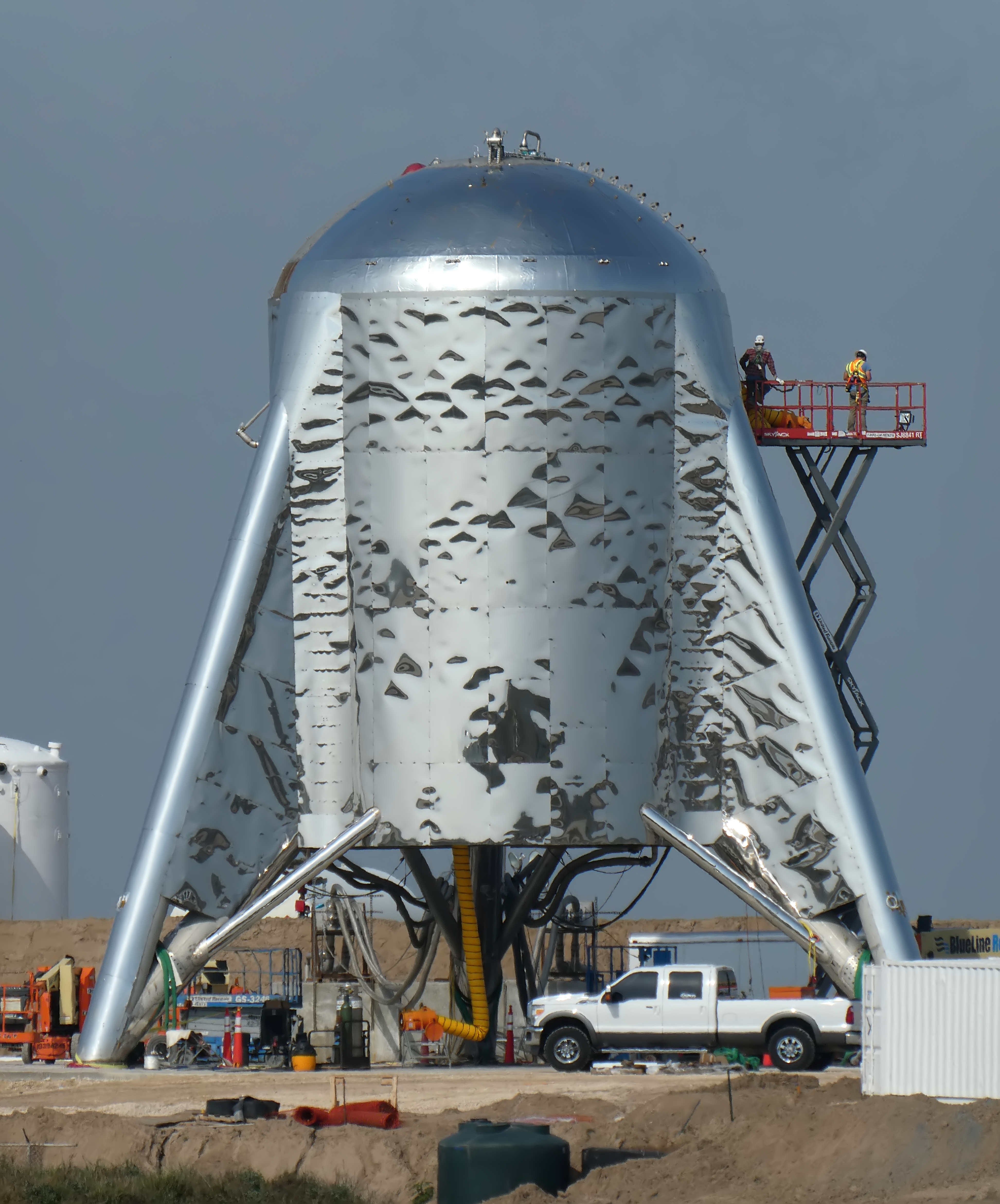
Starhopper en construcción
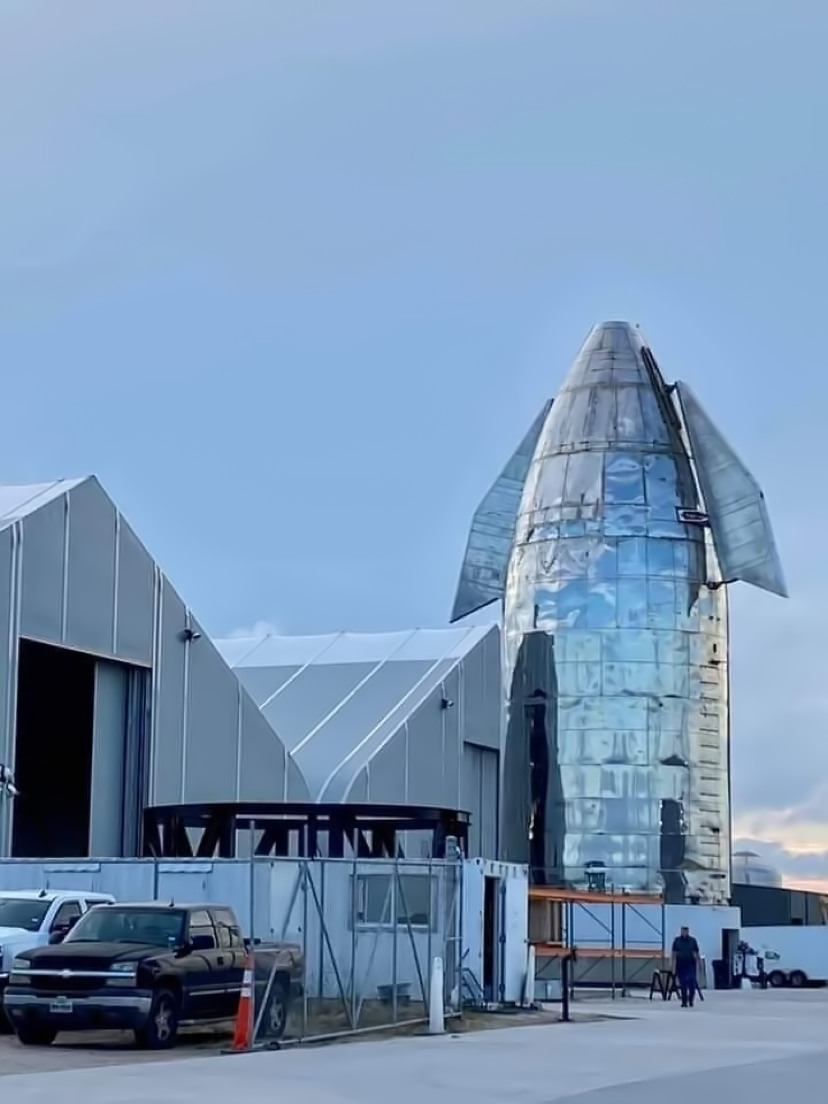
El cono frontal de la nave espacial Mk1 cerca de las tiendas de construcción
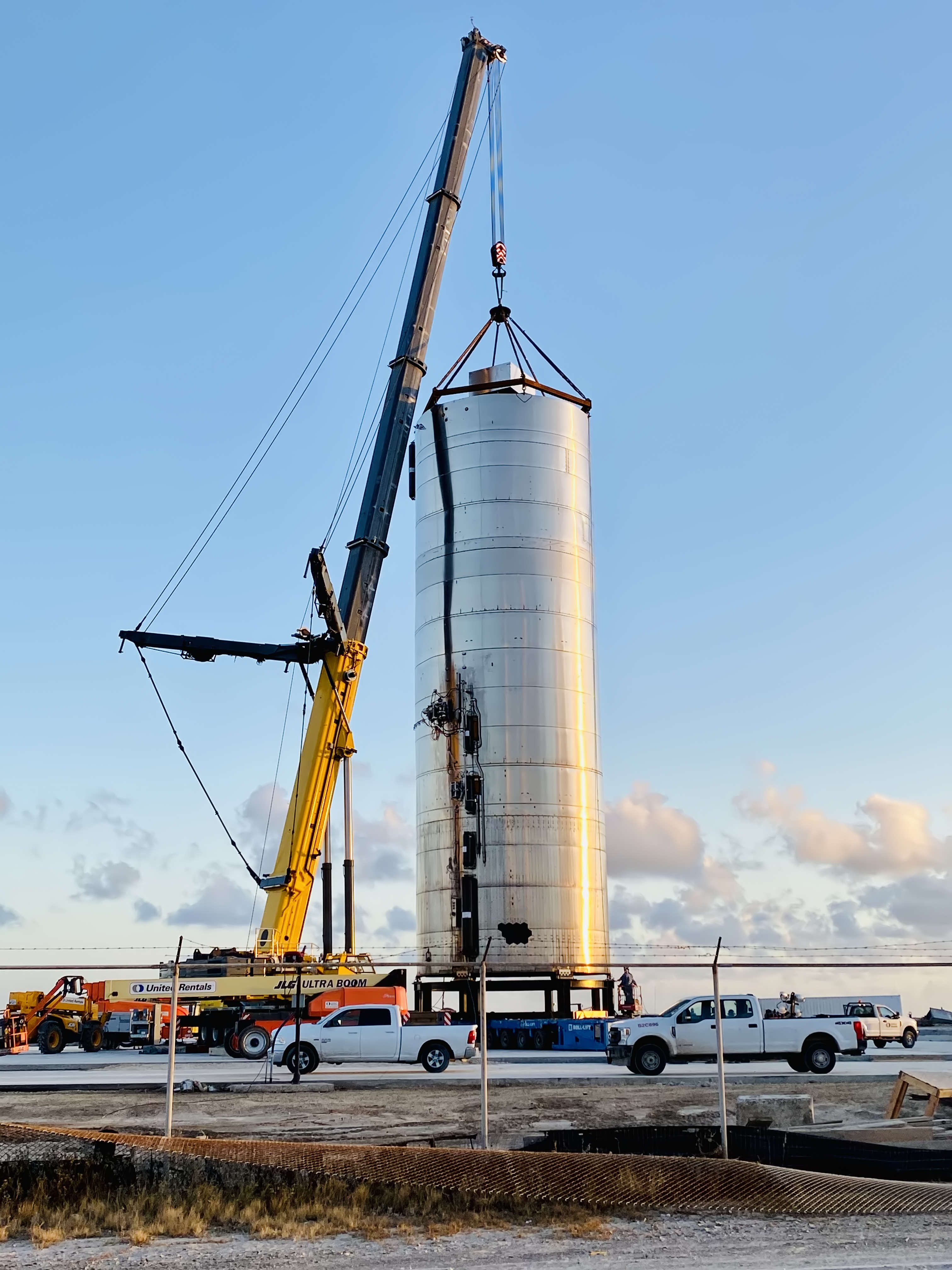
Una grúa levantando la nave espacial SN5
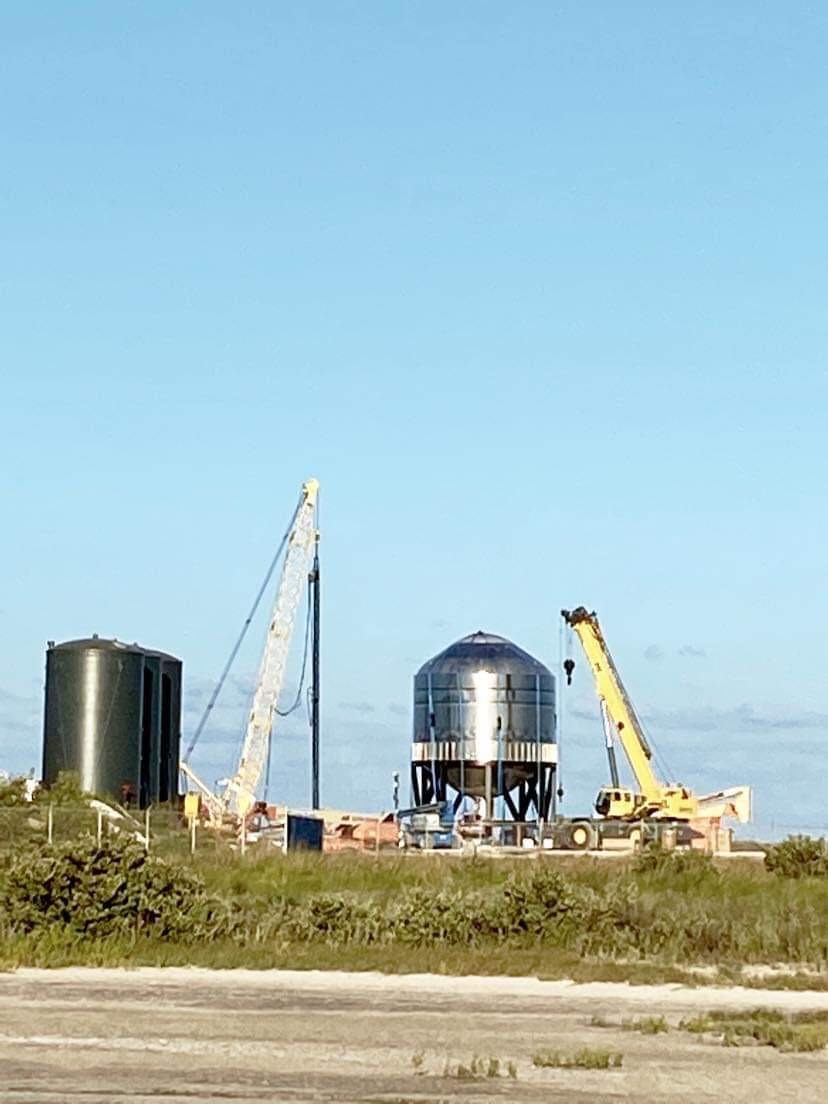
El tanque de la nave espacial SN7
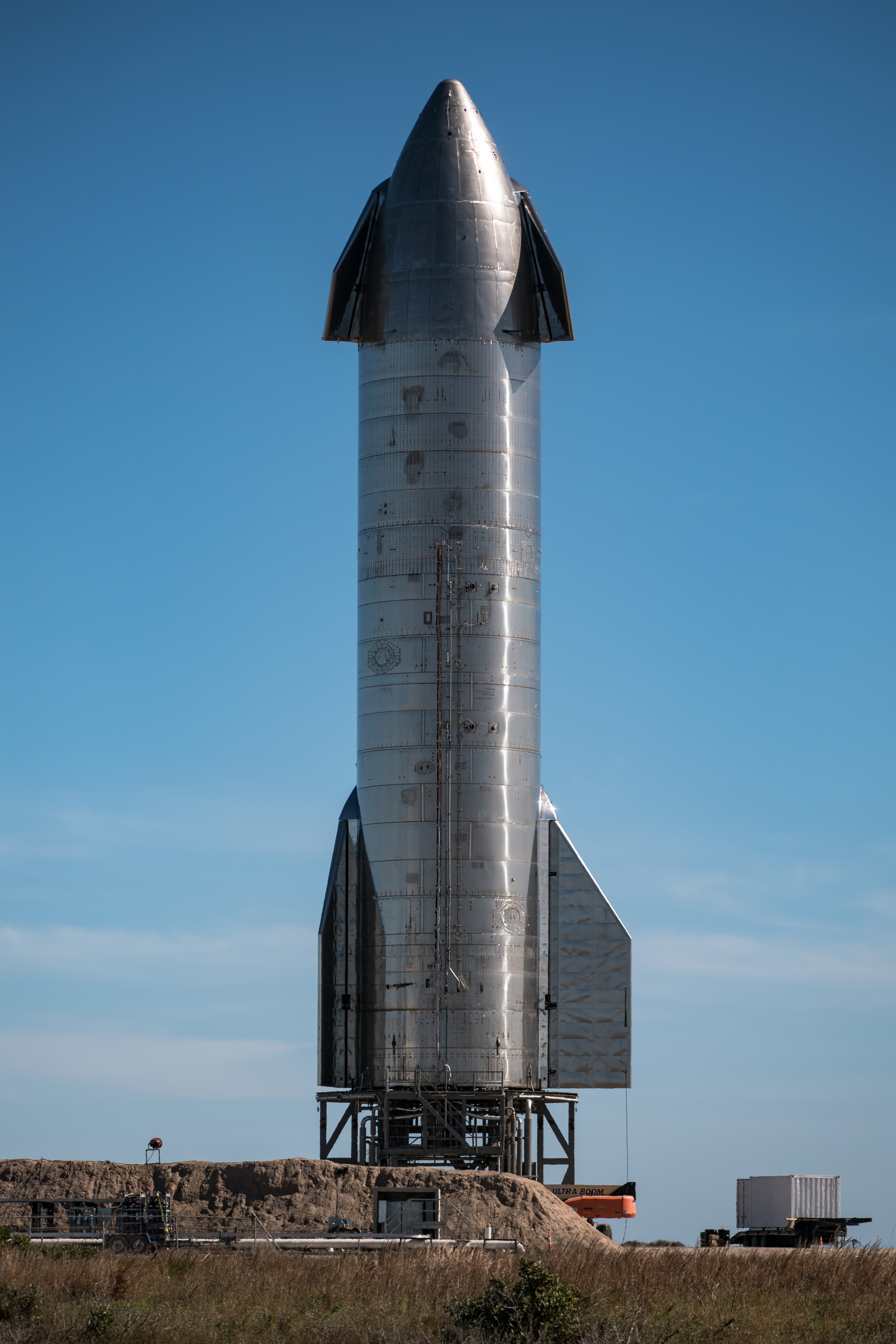
La nave espacial SN9 en la plataforma de lanzamiento
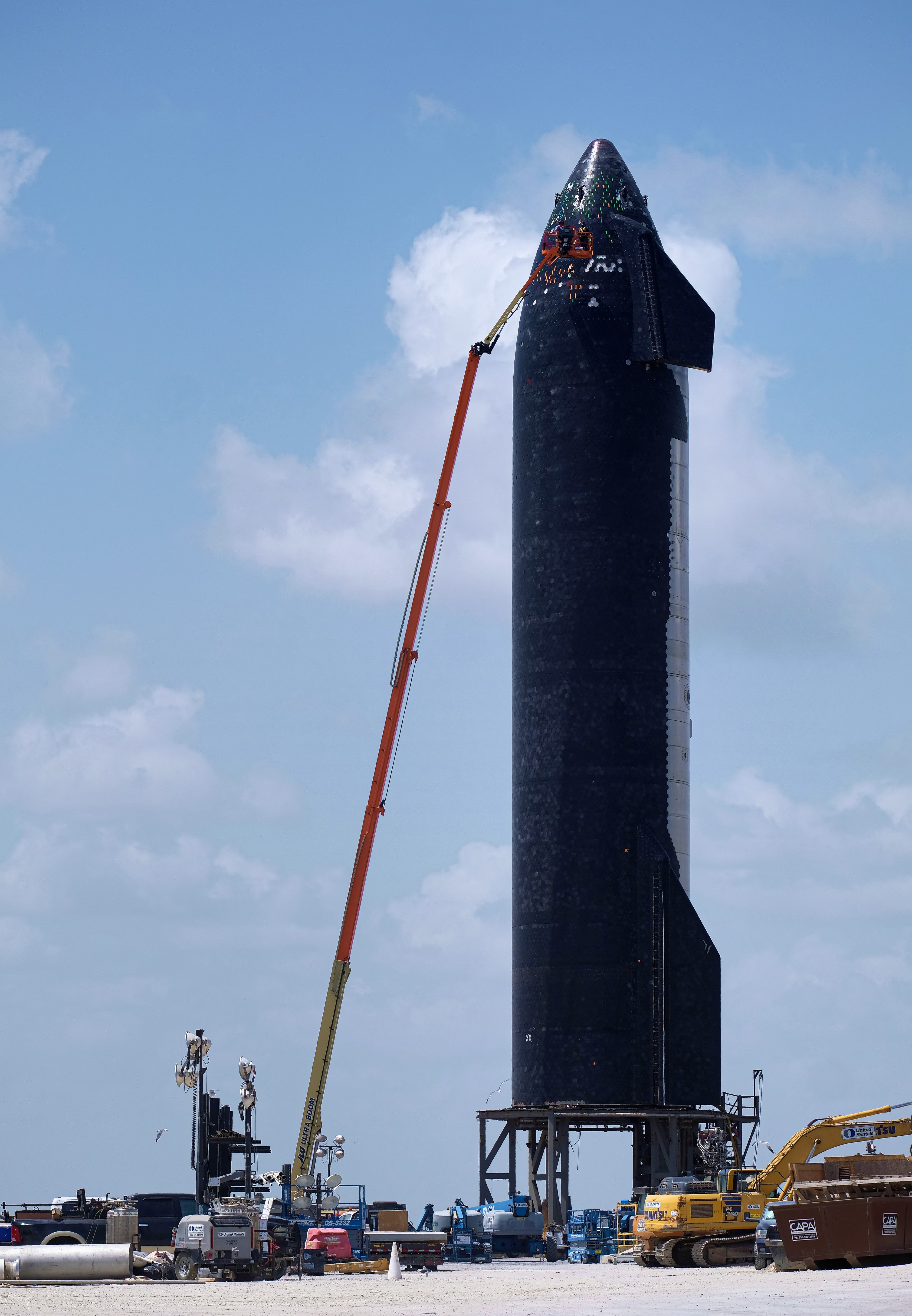
Un trabajador examinando las baldosas cerámicas de Starship SN20.
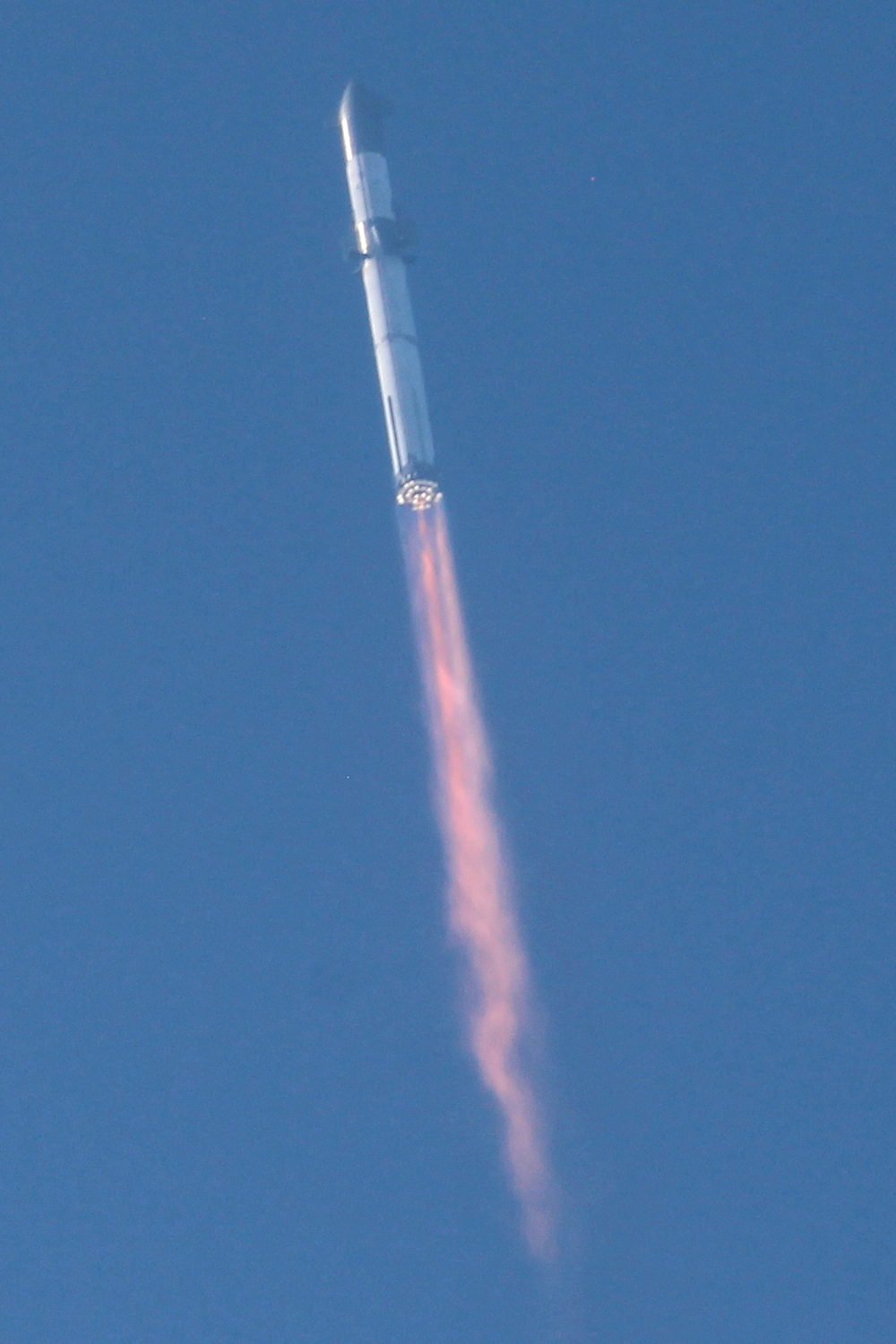
Booster 7 y nave 24 en vuelo
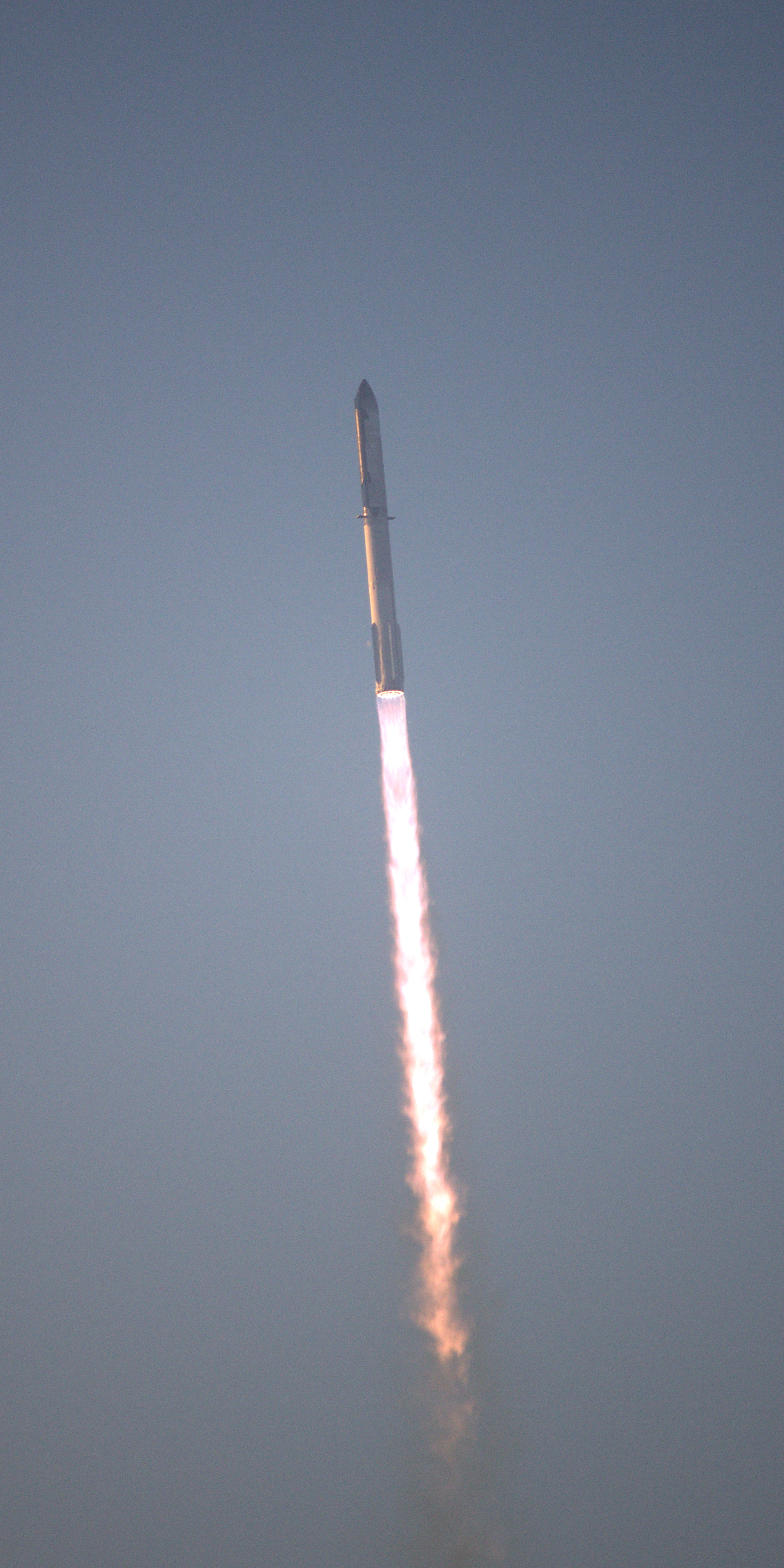
Nave 25 y Booster 9
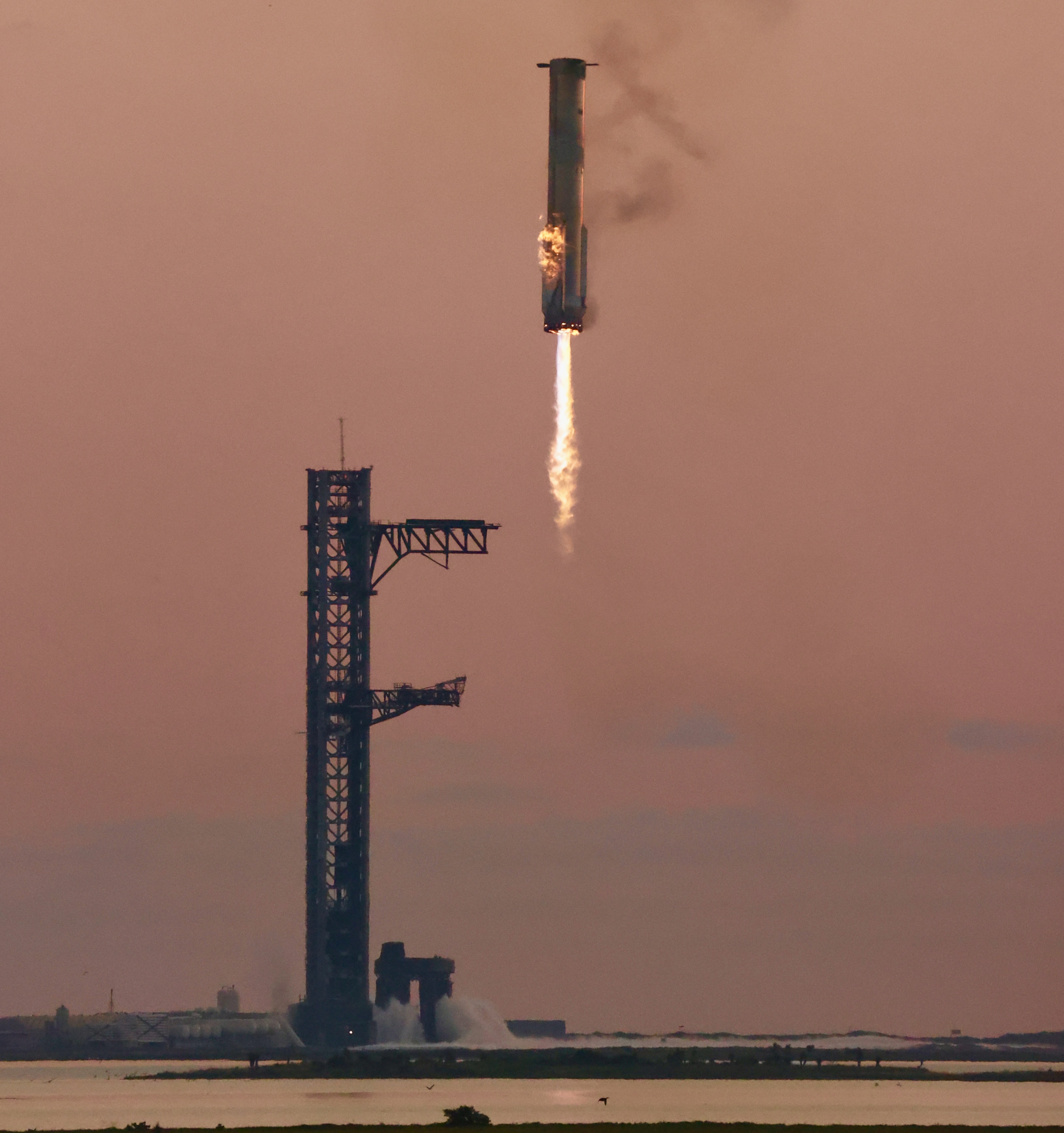
El Booster 12 desciende hacia la torre de lanzamiento